# Escultura asiria

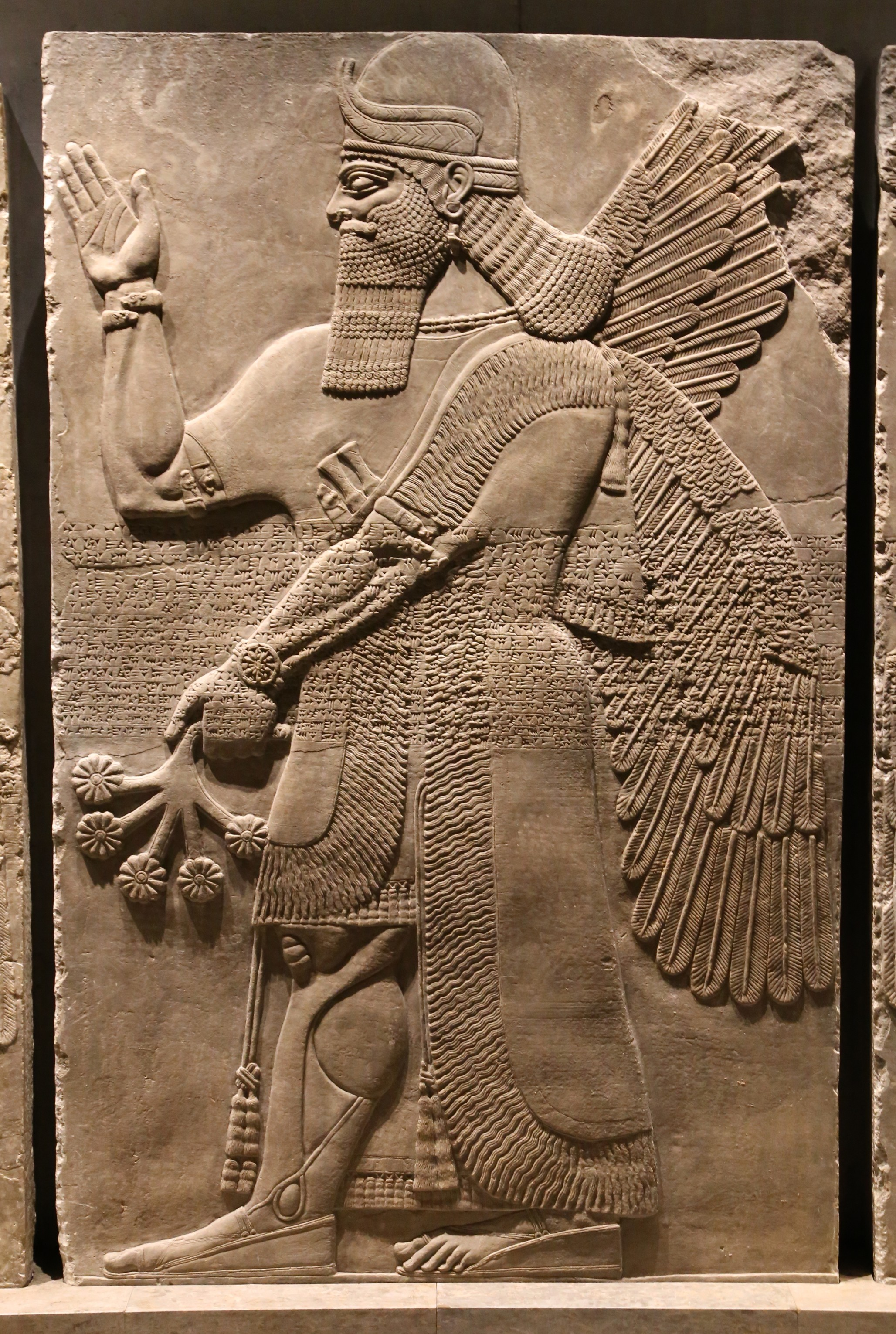
"Genio alado", Nimrud c. 870 a. C., con una inscripción que le atraviesa el vientre.

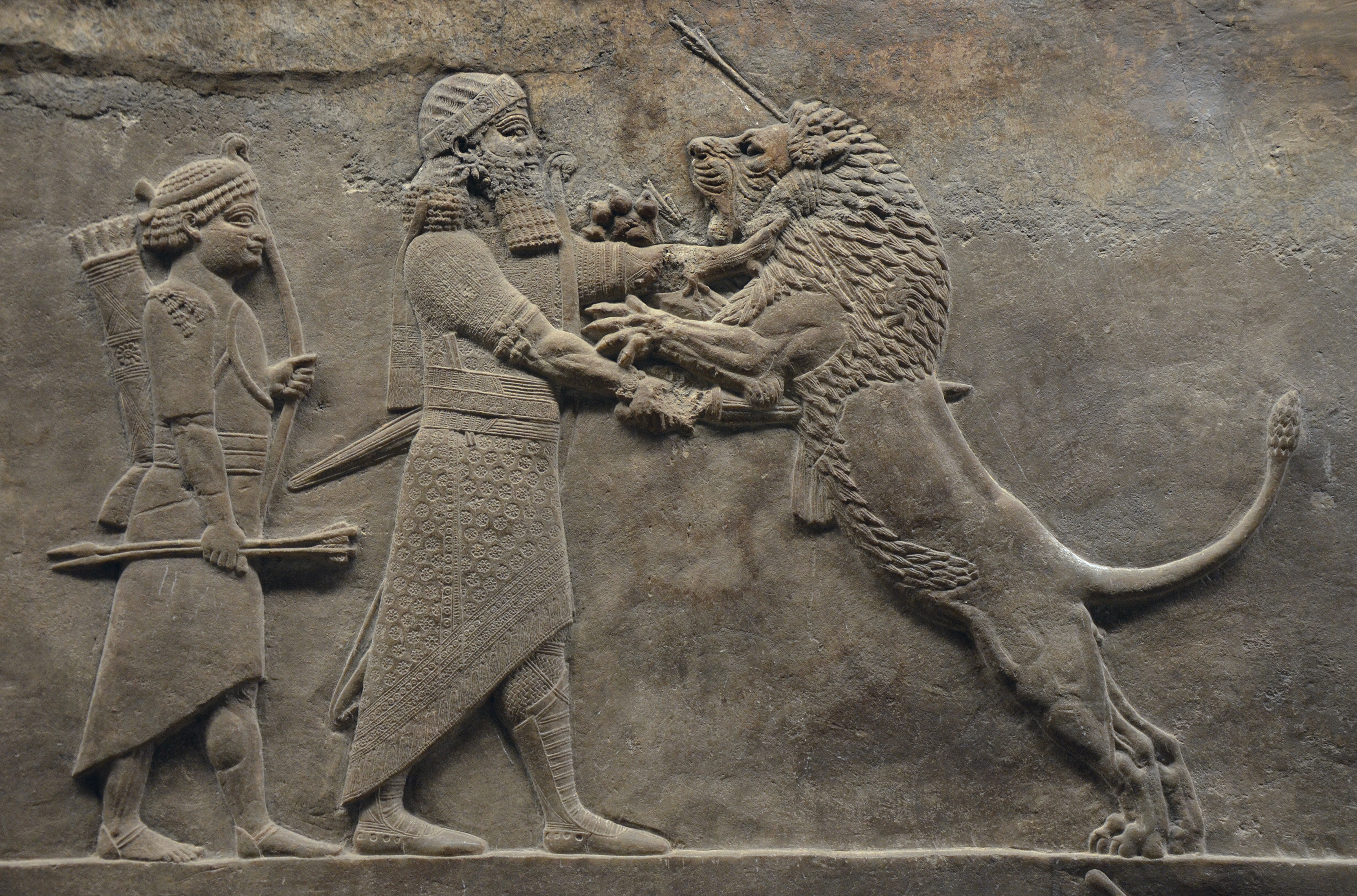
Parte de la Cacería de leones de Asurbanipal, c. 645-635 a. C.

La escultura asiria es la escultura de los antiguos estados asirios, especialmente del Imperio neoasirio de 911 a 612 a. C., que gobernó el actual Irak, Siria y gran parte de Irán. Constituye una fase del arte de Mesopotamia, que se diferencia en particular por el uso mucho mayor de la piedra y el alabastro para la escultura de gran tamaño.
Las obras más conocidas son los enormes lamassus que custodian las entradas y los relieves palaciegos asirios sobre finas losas de alabastro, que originalmente se pintaban, al menos en parte, y se fijaban en la pared alrededor de las salas principales de los palacios. La mayoría de ellos se encuentran en museos de Europa o América, tras un agitado periodo de excavaciones entre 1842 y 1855, que hizo que el arte asirio pasara de ser casi completamente desconocido a ser objeto de varios libros de gran éxito de ventas, e imitado en caricaturas políticas.
Los relieves de los palacios contienen escenas en bajorrelieve que glorifican al rey, mostrándolo en la guerra, en la caza y desempeñando otras funciones reales. 
Otros tipos de arte que se conservan son muchos sellos cilíndricos, algunos relieves en roca, relieves y estatuas de templos y tiras de bronce en relieve utilizadas en grandes puertas. En Nimrud se descubrió un grupo de dieciséis pesas de bronce con forma de león y con inscripciones bilingües en caracteres cuneiformes y fenicios. Los marfiles de Nimrud, un importante grupo de pequeñas placas que decoraban los muebles, se encontraron en un almacén del palacio cerca de los relieves, pero procedían de los alrededores del Mediterráneo, y relativamente pocos se hicieron localmente en estilo asirio.

## Relieves de palacios

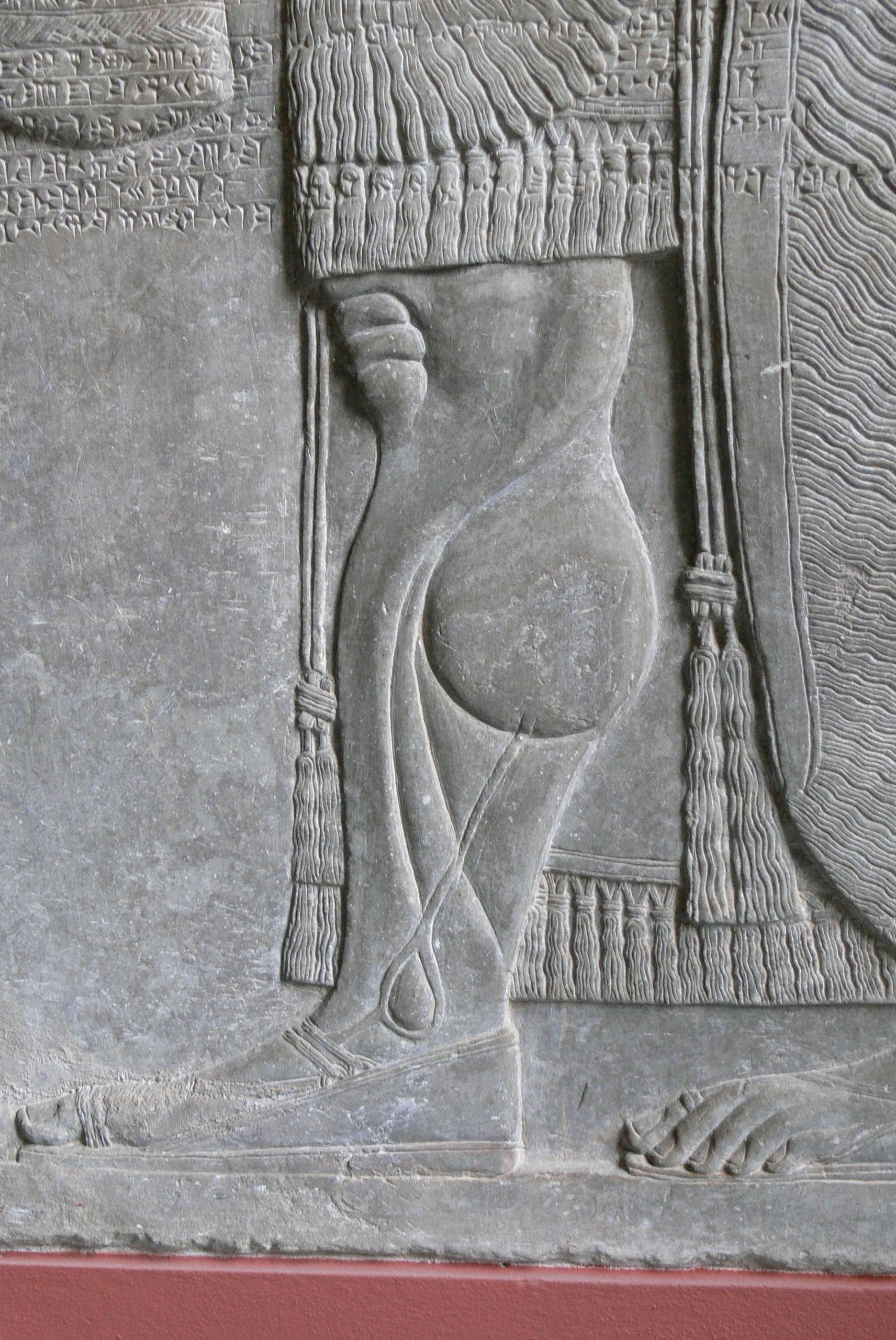
Detalle de figura de genio en el palacio de Asurnasirpal II.

Los relieves de los palacios se fijaban a las paredes de los palacios reales formando franjas continuas a lo largo de las paredes de los grandes salones. Al parecer, el estilo comenzó después de alrededor del año 879 a. C., cuando Asurnasirpal II trasladó la capital a Nimrud, cerca de la actual Mosul en el norte de Irak.
A partir de entonces, los nuevos palacios reales, de los que solía haber uno por reinado, fueron ampliamente decorados de esta manera durante los aproximadamente 250 años que transcurrieron hasta el final del Imperio asirio. Hubo una sutil evolución estilística, pero un grado muy grande de continuidad en los temas y el tratamiento.
Las composiciones están dispuestas en losas, u ortostatos, normalmente de unos 7 pies de altura, utilizando entre uno y tres registros horizontales de imágenes, con escenas que generalmente se leen de izquierda a derecha. Las esculturas suelen ir acompañadas de inscripciones en escritura cuneiforme, que explican la acción o dan el nombre y los extravagantes títulos del rey. Las cabezas y las piernas se muestran de perfil, pero los torsos en una vista frontal o de tres cuartos, como en el arte mesopotámico anterior. Los ojos también se muestran en gran medida de frente. Algunos paneles muestran solo unas pocas figuras a tamaño natural, tales escenas suelen incluir al rey y a otros cortesanos, pero las representaciones de campañas militares incluyen docenas de figuras pequeñas, así como muchos animales e intentos de mostrar entornos paisajísticos.
Las campañas se centran en el progreso del ejército, incluyendo el vadeo de ríos, y suelen culminar con el asedio de una ciudad, seguido de la rendición y el pago de tributos, y el regreso del ejército a casa. Un completo y característico conjunto de relieves de Laquis muestra la campaña que condujo al asedio de Laquis en el año 701 a. C.; es el «más fino» del reinado de Senaquerib, procedente de su palacio en Nínive y que ahora se encuentra en el Museo Británico. Ernst Gombrich observó que ninguna de las numerosas bajas proviene del lado asirio. Otra secuencia famosa allí muestra la Cacería de leones de Asurbanipal, de hecho la matanza escenificada y ritualizada por el rey Asurbanipal de leones ya capturados y soltados en una arena, desde el Palacio del norte de Nínive. El realismo de los leones siempre ha sido alabado, y las escenas se consideran a menudo como «las obras maestras supremas del arte asirio», aunque el patetismo que los espectadores modernos tienden a sentir quizás no formaba parte de la respuesta asiria.
Hay muchos relieves de seres sobrenaturales menores, denominados con términos como genio alado, pero las deidades asirias mayores solo están representadas por símbolos. Los genios a menudo realizan un gesto de purificación, fecundación o bendición con un cubo y cono; el significado de esto sigue sin estar claro. Especialmente en las figuras más grandes, los detalles y los patrones en áreas como los trajes, el pelo y las barbas, los troncos y las hojas de los árboles, y similares, están tallados muy meticulosamente. Las figuras más importantes se muestran a menudo más grandes que otras, y en los paisajes los elementos más distantes se muestran más altos, pero no más pequeños, que los del primer plano, aunque se ha interpretado que algunas escenas utilizan la escala para indicar la distancia. Otras escenas parecen repetir una figura en una sucesión de diferentes momentos, realizando la misma acción, la más famosa un león embistiendo. Pero, al parecer, se trata de experimentos que siguen siendo inusuales.
El rey se muestra a menudo en escenas narrativas, y también como una gran figura de pie en algunos lugares prominentes, generalmente asistida por genios alados. Una composición que se repite dos veces en lo que tradicionalmente se denomina «salón del trono» (aunque quizás no lo era) del palacio de Asurbanipal en Nimrud muestra un árbol sagrado o árbol de la vida flanqueado por dos figuras del rey, con genios alados que utilizan el cubo y el cono detrás de él. Por encima del árbol, uno de los dioses principales, quizá Asur, el dios principal, se asoma desde un disco alado, de escala relativamente pequeña. Este tipo de escenas se muestran en otras partes de la túnica del rey, sin duda reflejando los bordados de los trajes reales, y los dioses mayores se muestran normalmente en discos o puramente como símbolos flotando en el aire. En otros lugares, el árbol suele estar atendido por genios.
Las mujeres se muestran relativamente poco, y en ese caso suelen ser prisioneras o refugiadas; una excepción es una escena de «pícnic» que muestra a Asurbanipal con su reina. Los numerosos asistentes reales imberbes pueden suponerse probablemente como eunucos, que dirigían gran parte de la administración del imperio, a menos que también tengan las cabezas afeitadas y los sombreros muy altos de los sacerdotes. Los reyes suelen ir acompañados de varios cortesanos, siendo probablemente el más cercano al rey el heredero designado, que no era necesariamente el hijo mayor.
Las enormes escalas de los esquemas palaciegos permitían mostrar las narraciones a un ritmo expansivo sin precedentes, dejando clara la secuencia de los acontecimientos y permitiendo representaciones ricamente detalladas de las actividades de un gran número de figuras, que no tuvieron parangón hasta los relieves narrativos romanos de la Columna de Trajano y la Columna de Marco Aurelio.

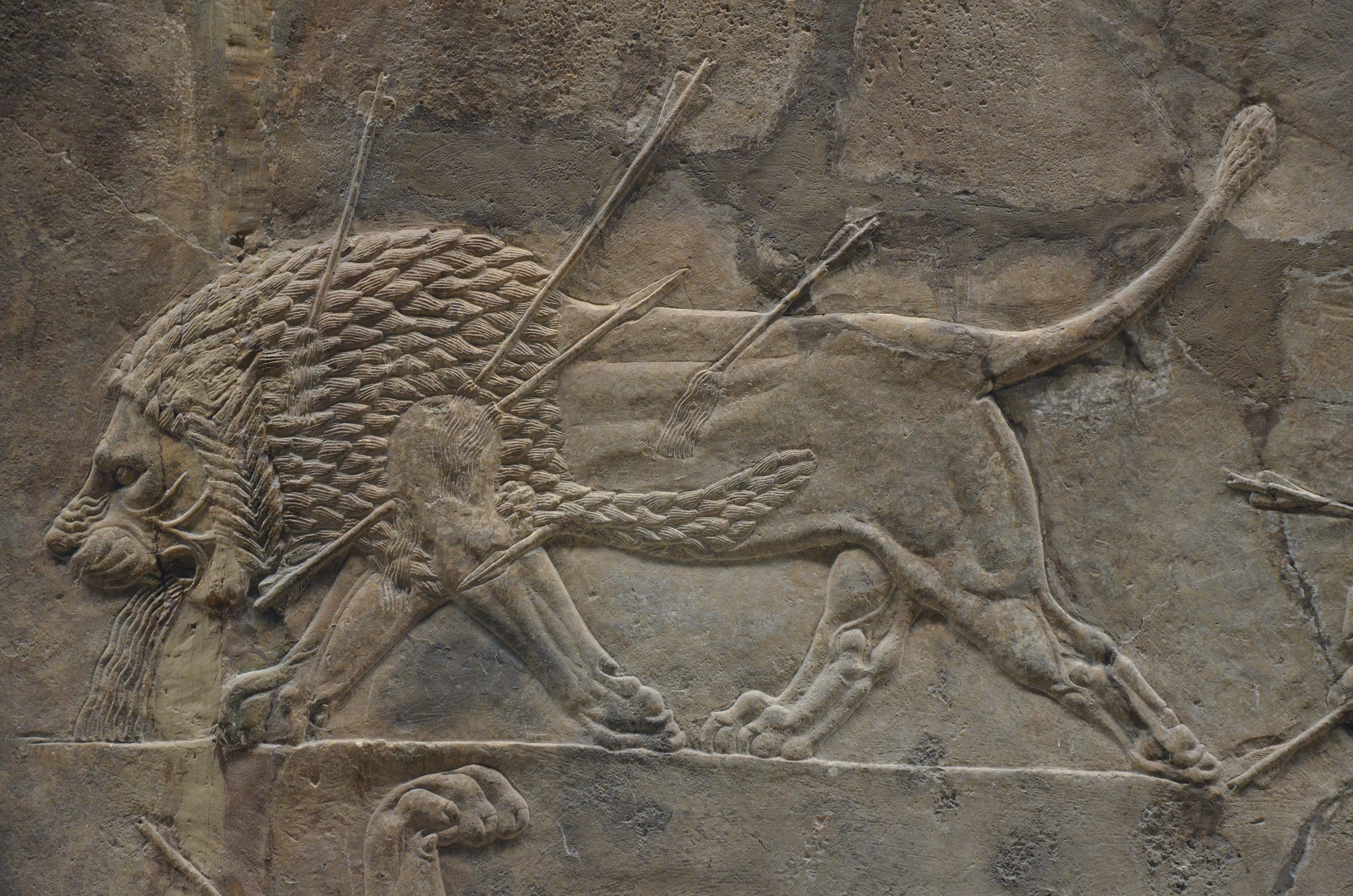
León moribundo, Cacería de leones de Asurbanipal, palacio del norte de Nínive.
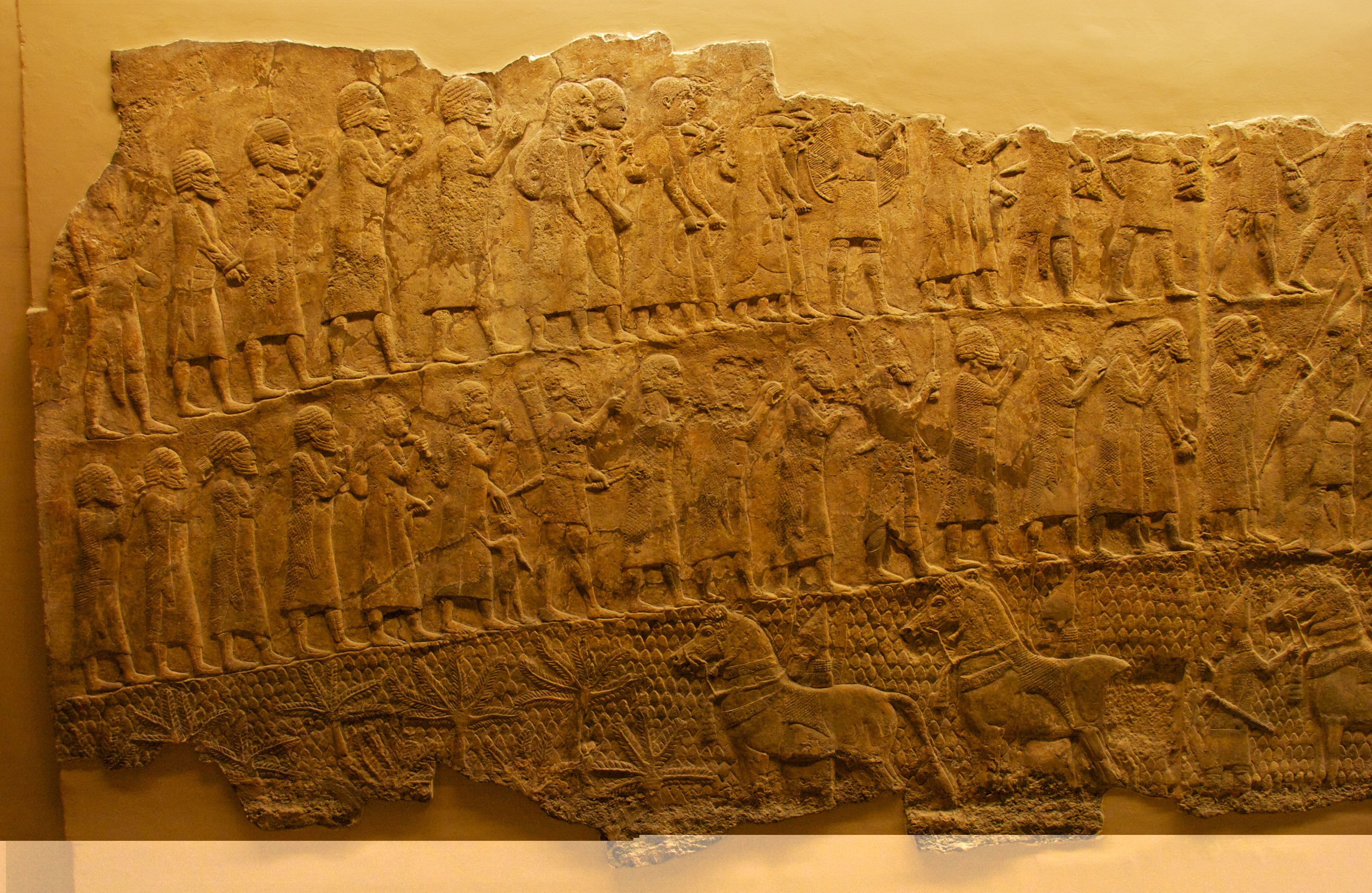
Prisioneros y caballería, relieve de Laquis.
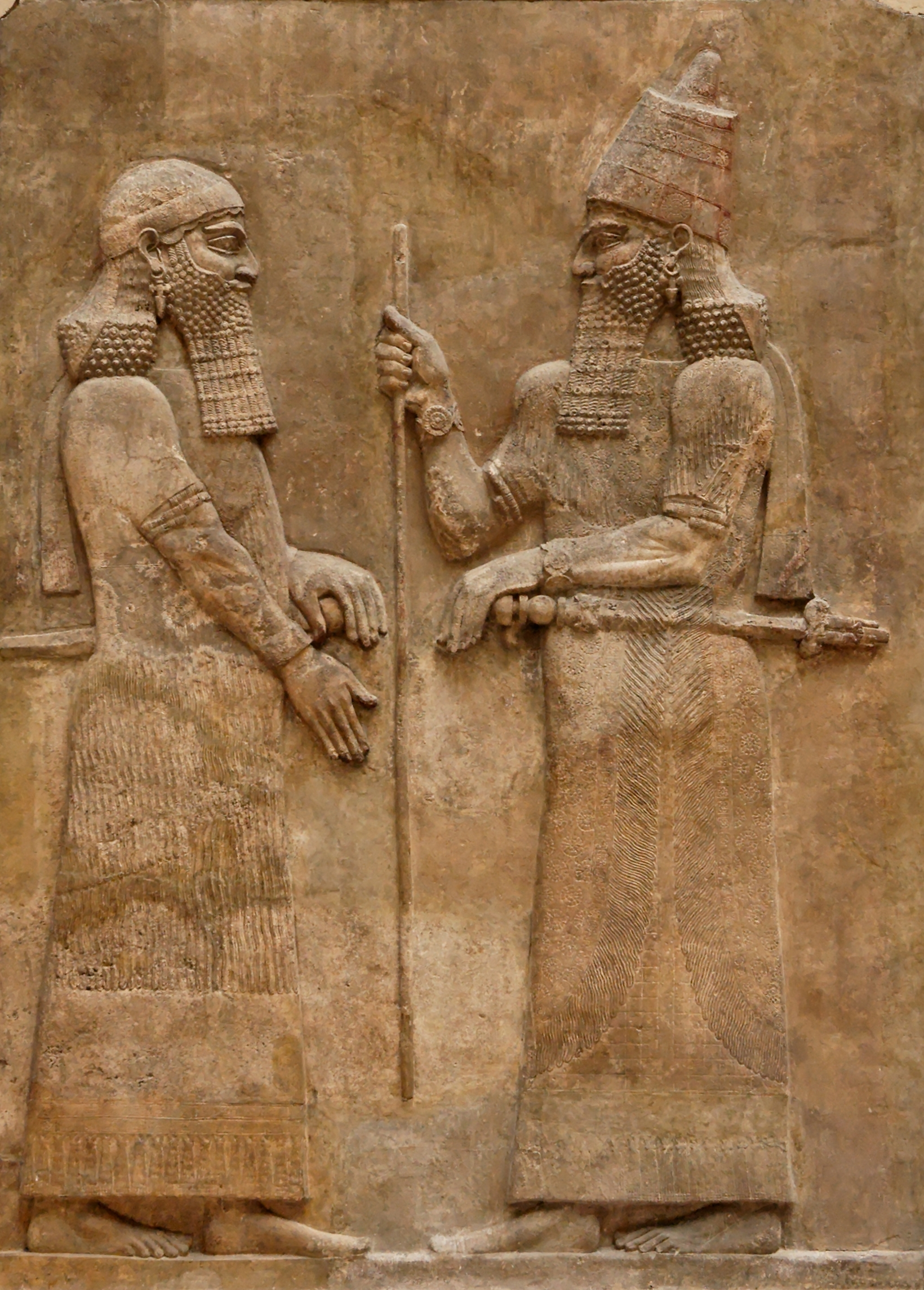
Sargón II (derecha), probablemente frente a su heredero Senaquerib, Dur Sharrukin.
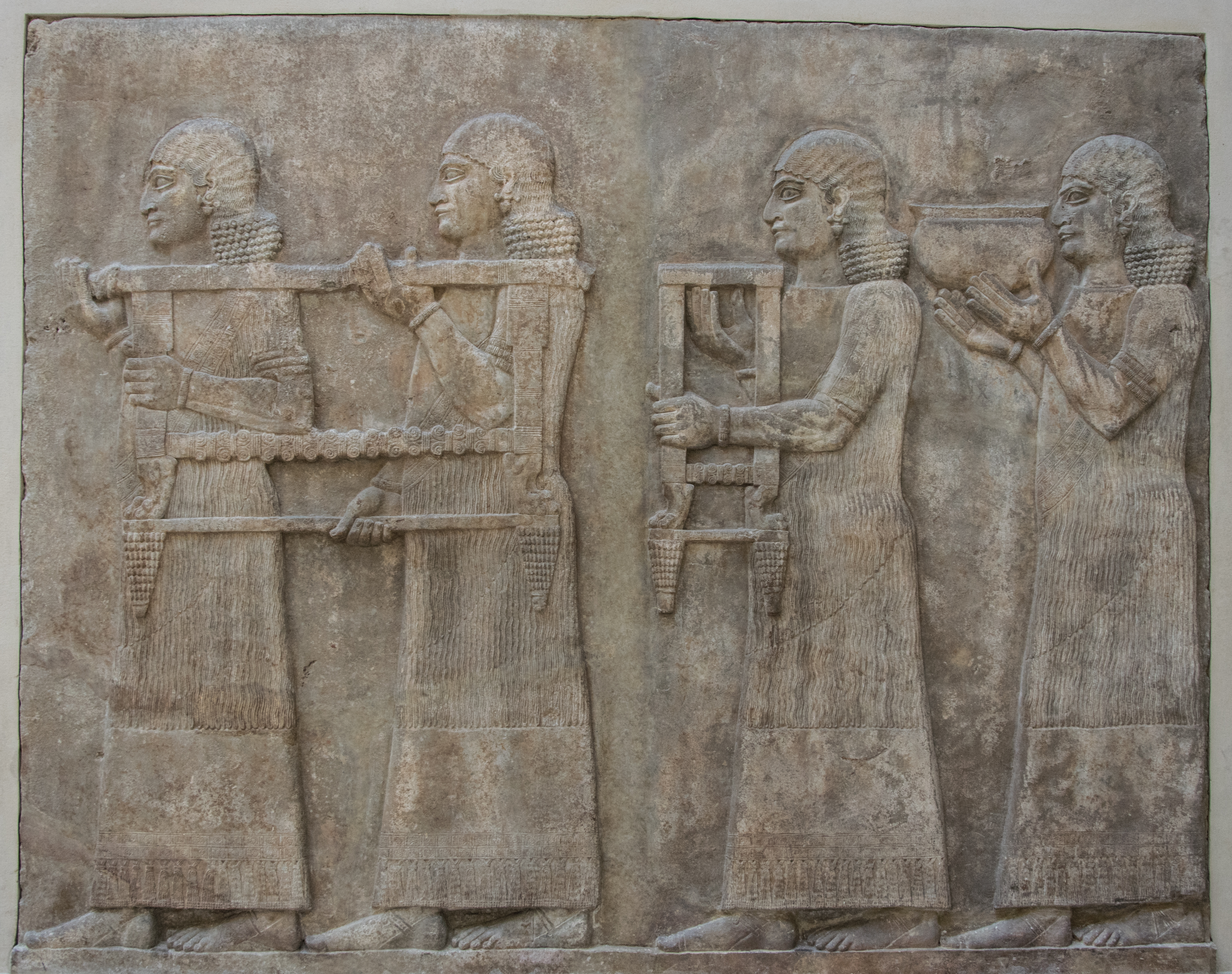
Los asistentes del eunuco llevan muebles y un cuenco.

### Lamassus

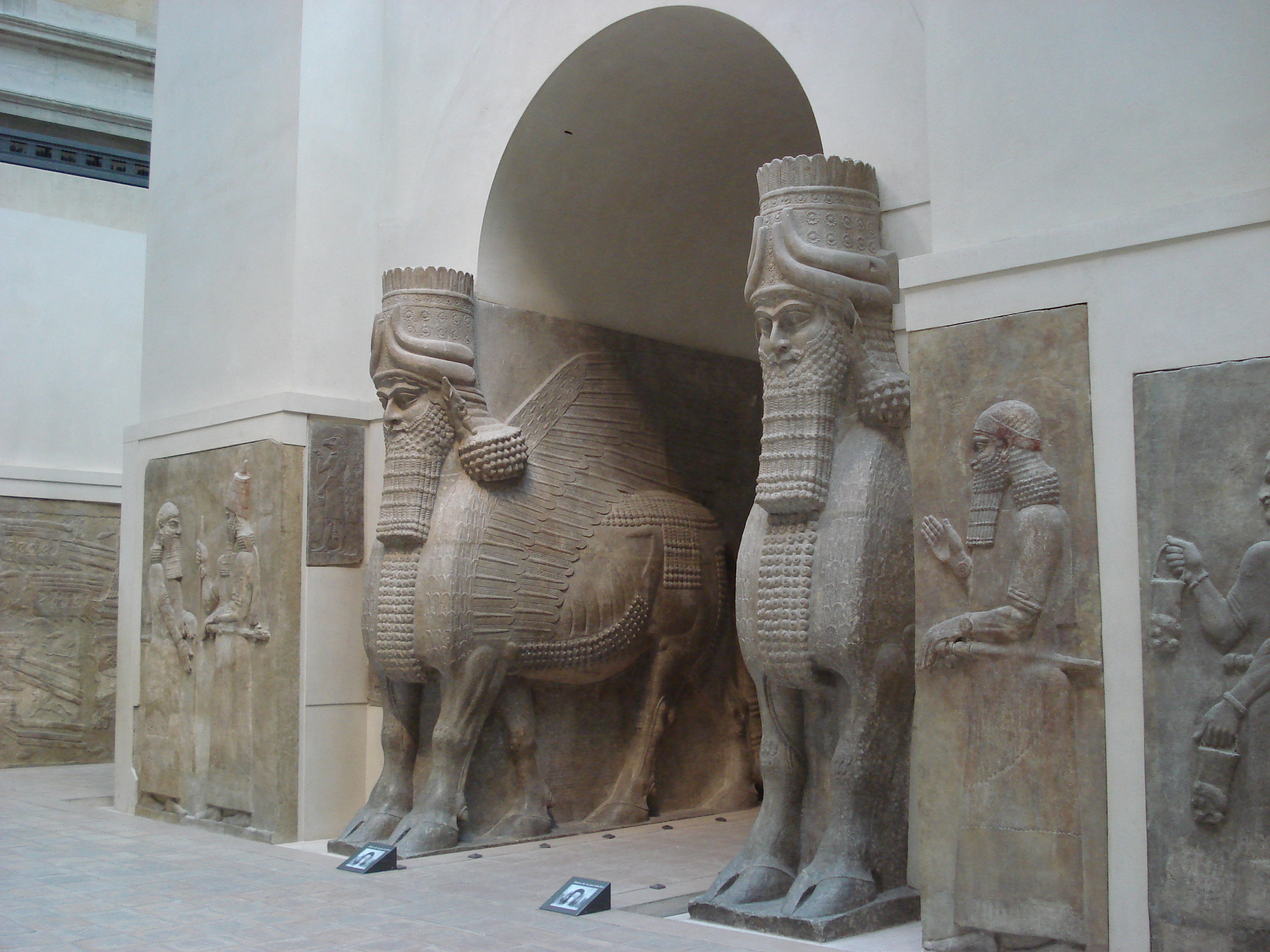
Pareja de lammasus o shedus de Dur Sharrukin, mostrando las cinco patas del izquierdo.

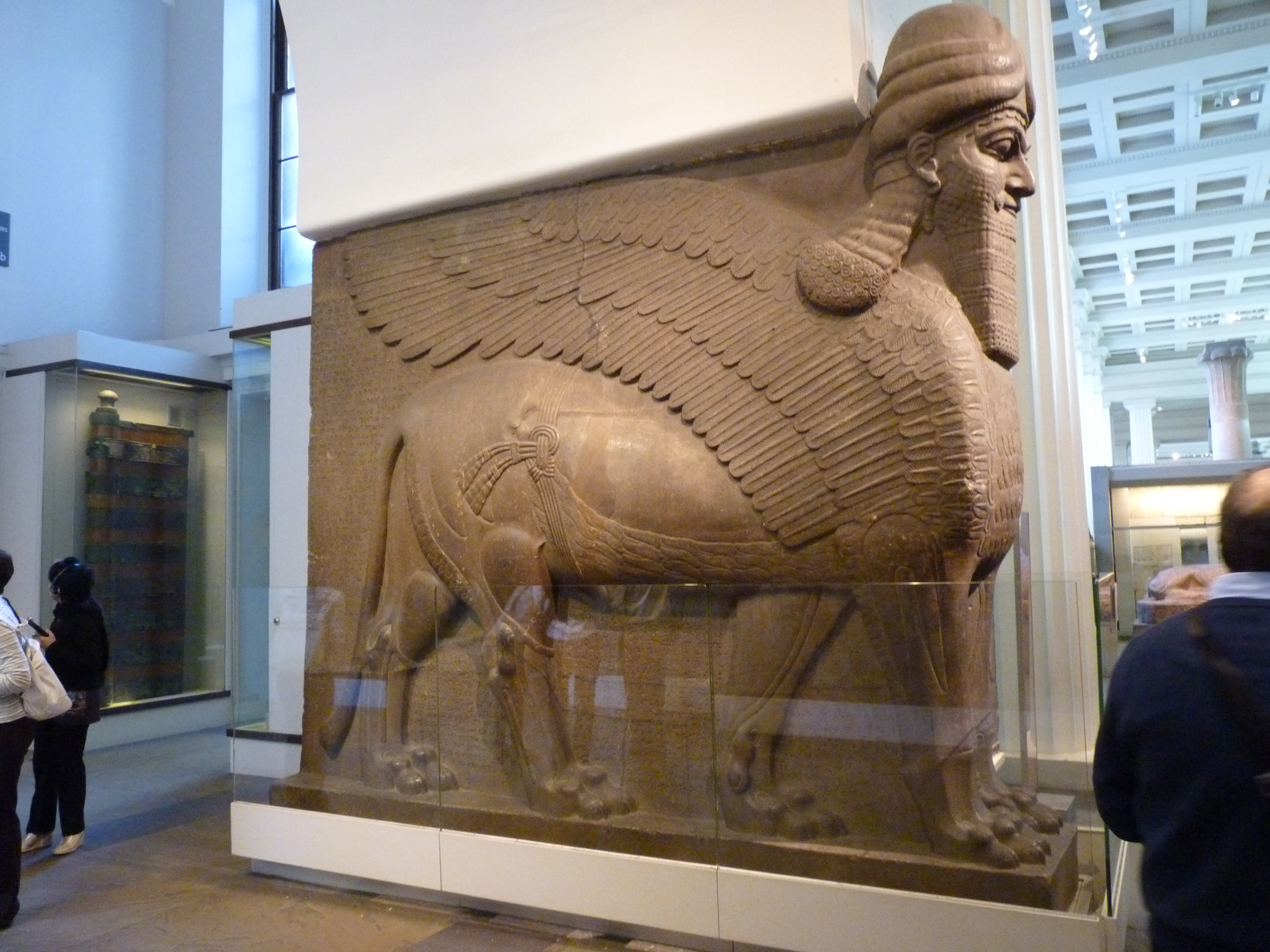
Vista lateral del Lammasu del Palacio de Ashurnasirpal II, ahora en el Museo Británico

Los lamassus eran deidades o espíritus menores protectores, la versión asiria de la figura del toro con cabeza antropomorfa que figuraba desde hacía tiempo en la mitología y el arte mesopotámicos. Los lamassus tienen alas, una cabeza humana masculina con el elaborado tocado de una divinidad, y el pelo y la barba elaboradamente trenzados que comparten con la realeza. El cuerpo es el de un toro o un león, siendo la forma de los pies la principal diferencia. Las parejas prominentes de lamassus solían colocarse en las entradas de los palacios, de cara a la calle y también en los patios interiores. Eran figuras de «doble aspecto» en las esquinas, en altorrelieve, un tipo que ya se encontraba en el arte hitita. De frente parecen estar de pie, y de lado, caminan, y en versiones anteriores tienen cinco patas, como se aprecia cuando se ven oblicuamente. Los lamassus no suelen aparecer como figuras grandes en los esquemas de bajorrelieves que recorren las estancias de los palacios, donde son comunes las figuras de genios alados, pero a veces aparecen dentro de relieves narrativos, aparentemente protegiendo a los asirios.
Las figuras colosales de la vía de entrada solían ir seguidas de un héroe que agarraba a un león que se retorcía, también colosal y en altorrelieve; estos y algunos genios junto a los lamassus son generalmente los únicos otros tipos de altorrelieve en la escultura asiria. Los héroes continúan la tradición del Maestro de los animales en el arte mesopotámico, y pueden representar a Enkidu, una figura central en la antigua Mesopotamia. En el palacio de Sargón II en Dur Sharrukin, un grupo de al menos siete lamassus y dos héroes de este tipo con leones rodeaban la entrada del salón del trono, «una concentración de figuras que producía una abrumadora impresión de poder». La disposición se repitió en el palacio de Senaquerib en Nínive, con un total de diez lamassus. Otras figuras que acompañan a los colosales lamassu son genios alados con el cubo y el cono, que se cree que son el equipo para un ritual protector o purificador.
Los lamassus también aparecen en sellos cilíndricos. Los lamassus colosales también custodiaban el inicio de los grandes canales construidos por los reyes asirios. En el caso de los templos, se han encontrado parejas de leones colosales custodiando las entradas.. Varios ejemplos dejados in situ en el norte de Irak han sido destruidos en la década de 2010 por el ISIS cuando ocupó la zona. Muchas de las obras que se conservan in situ, o en los museos locales de sus lugares de hallazgo, han sido destruidas deliberadamente en la ocupación de la zona por parte del ISIS, cuyo ritmo de destrucción se incrementó, según se informa, a finales de 2016, con la batalla de Mosul.

### Construcción

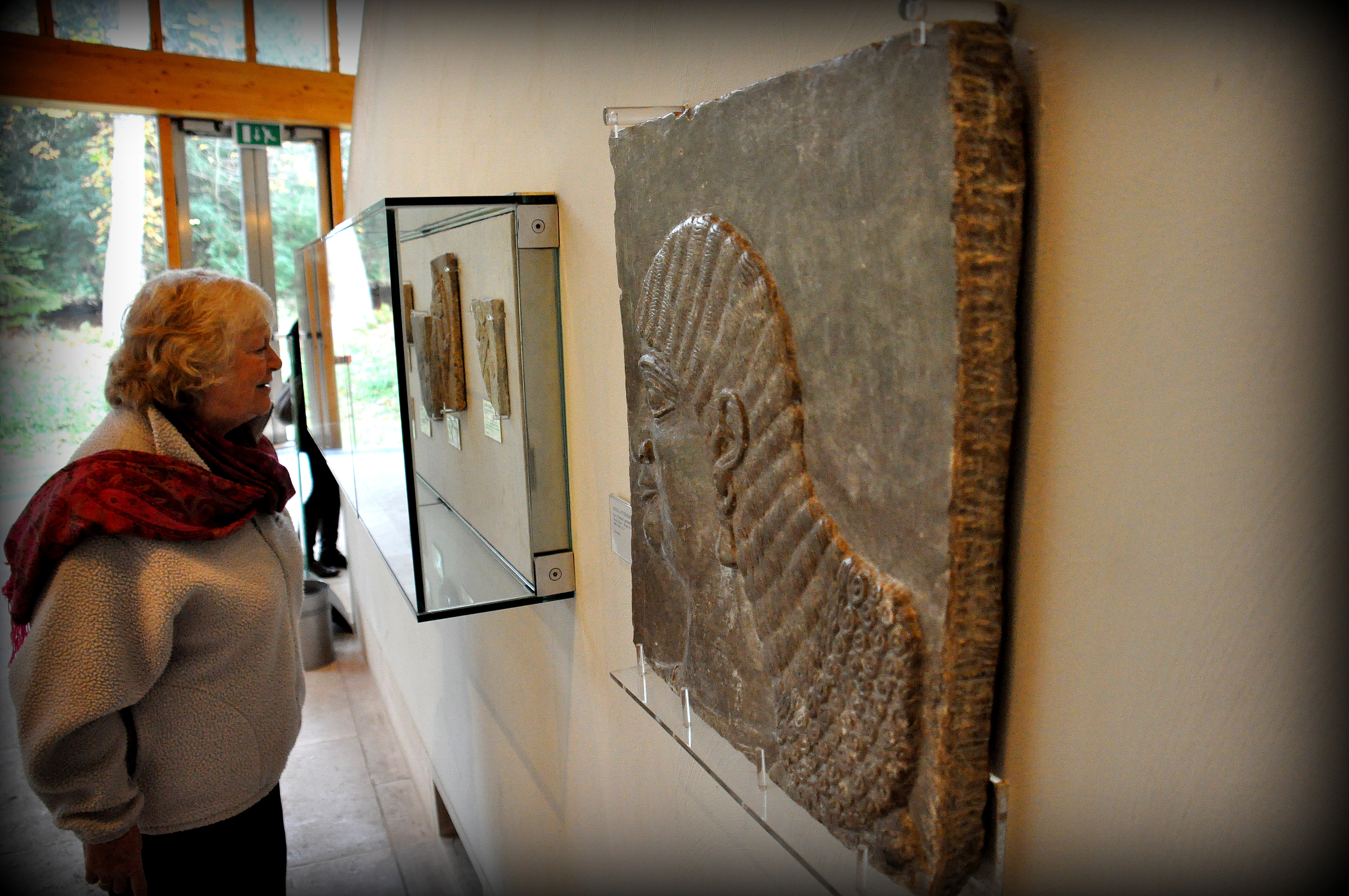
Fragmentos de relieves de Nimrud, mostrando la profundidad de las losas (probablemente aserradas en la excavación) y la escala. La cabeza principal pertenece a un eunuco de la corte.

Hay afloramientos de la roca de yeso «mármol de Mosul» normalmente utilizada en varios lugares del reino asirio, aunque no especialmente cerca de las capitales. La roca es muy blanda y poco soluble en agua, y las caras expuestas se degradaban, por lo que era necesario cortarlas antes de llegar a la piedra utilizable. Hay relieves que muestran la explotación de canteras para el nuevo palacio de Senaquerib en Nínive, aunque se concentran en la producción de grandes lamassus. Los bloques se extraían, utilizando prisioneros de guerra, y se aserraban en losas con largas sierras de hierro. Es posible que esto ocurriera en el emplazamiento del palacio, que es sin duda donde se realizaba el tallado de los ortostatos, después de que las losas hubieran sido fijadas en su lugar como revestimiento de un muro de adobe, utilizando tacos de plomo y abrazaderas, con los fondos apoyados en un lecho de betún. Para algunos relieves se utiliza una «atractiva piedra caliza fosilífera», como en varias salas del Palacio del suroeste de Nínive. A diferencia de los ortostatos, los lamassus fueron tallados, o al menos en parte, en la cantera, sin duda para reducir su enorme peso.
La piedra de alabastro es blanda pero no quebradiza, y muy adecuada para la talla detallada con herramientas de la Edad del Hierro. Puede haber considerables diferencias de estilo y calidad entre paneles adyacentes, lo que sugiere que se asignaron a diferentes maestros talladores. Probablemente el maestro dibujaba o hacía incisiones del diseño en la losa antes de que un equipo de talladores recortara laboriosamente las zonas de fondo y terminara de tallar las figuras. A continuación, los escribas establecían las inscripciones para que los talladores las siguieran, tras lo cual se pulía la losa y se añadía la pintura. Los escribas aparecen dirigiendo a los talladores en otro relieve (en las Puertas de Balawat) que muestra la creación de un relieve en roca; presumiblemente se aseguraban de que la representación de los aspectos reales y religiosos de los temas fuera la adecuada.
Los relieves solo cubrían las partes inferiores de las paredes de las habitaciones de los palacios, y las zonas más altas solían estar pintadas, al menos en patrones, y a veces con otras figuras. Las alfombras de colores brillantes en el suelo completaban lo que probablemente era una decoración llamativa, en gran parte en colores primarios. Ninguna de ellas ha sobrevivido, pero tenemos algunos umbrales de puertas tallados con motivos geométricos repetidos, presumiblemente para imitar las alfombras.

## Otros relieves narrativos

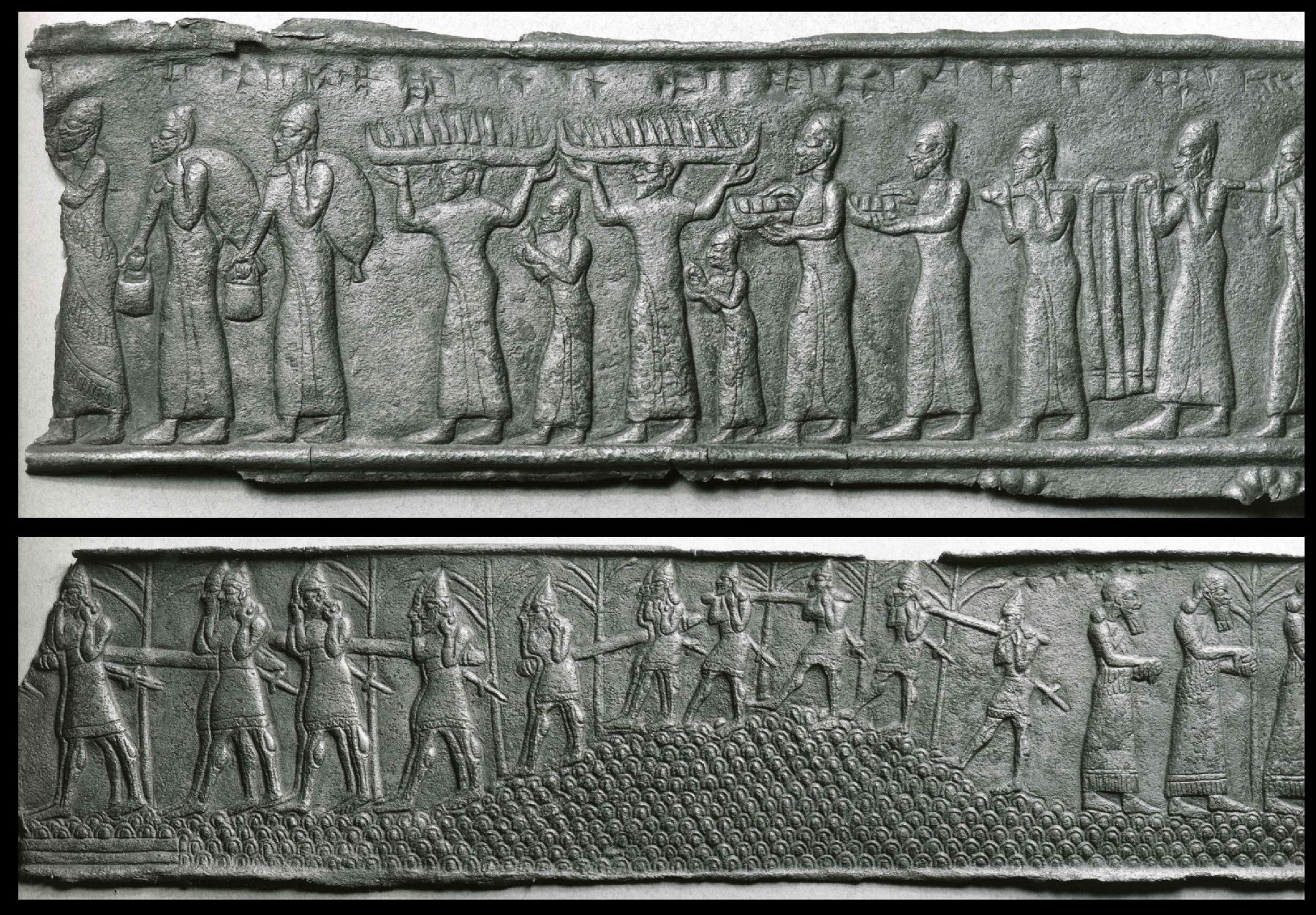
Fragmento de las Puertas de Balawat, Baltimore.

Aparte de los relieves murales de alabastro, todos ellos encontrados en palacios, otros objetos que llevan relieves relativamente grandes son tiras de bronce utilizadas para reforzar y decorar grandes puertas. Se han conservado partes de tres conjuntos, todos del siglo IX a. C. y de la ciudad relativamente menor de Imgur-Enlil, la moderna Balawat. Las Puertas de Balawat eran puertas dobles de unos seis metros de altura, con la parte delantera y la trasera decoradas con ocho tiras de bronce repujado, cada una con dos registros de relieves narrativos de unos cinco centímetros de altura. Es de suponer que había equivalentes en otros yacimientos asirios, pero al derrumbarse el imperio los edificios de Balawat se incendiaron «antes de haber sido saqueados eficazmente» por el enemigo, y permanecieron ocultos entre las cenizas y los escombros; las losas de yeso no merecían la pena ser saqueadas, a diferencia del bronce. Los temas eran similares a los relieves murales, pero a menor escala; una banda típica tiene 27 centímetros de altura, 1,8 metros de ancho y solo un milímetro de grosor.
En piedra hay relieves de tamaño similar en algunas estelas, sobre todo dos en forma de obelisco rectangular, ambos con cimas escalonadas como zigurat. Se trata del Obelisco blanco de Asurnasirpal I de principios del siglo XI a. C. y del Obelisco Negro de Salmanasar III del siglo IX a. C., ambos en el Museo Británico, que también cuenta con el Obelisco roto y el Obelisco de Rassam fragmentarios. Ambos tienen relieves en las cuatro caras en ocho y cinco registros respectivamente, y largas inscripciones que describen los acontecimientos. Los obeliscos Negro y de Rassam se instalaron en lo que parece haber sido la plaza central de la ciudadela de Nimrud, presumiblemente un espacio muy público, y el Obelisco blanco en Nínive. Todos registran prácticamente los mismos tipos de escenas que las secciones narrativas del relieve mural y las puertas. El Obelisco negro se concentra en escenas de traída de tributos de los reinos conquistados, incluido Israel, mientras que el Blanco tiene también escenas de guerra, caza y figuras religiosas. El Obelisco Blanco, de 1049-1031 a. C., y el Obelisco roto, de 1074-1056 a. C., son anteriores a los primeros relieves murales conocidos en 160 años o más, pero están respectivamente desgastados y fragmentados.
El Obelisco Negro es de especial interés ya que las largas inscripciones, con nombres de lugares y gobernantes que podían relacionarse con otras fuentes, fueron de importancia en el desciframiento de la escritura cuneiforme. El Obelisco contiene las primeras inscripciones que mencionan a los pueblos persa y judío, y confirmaron algunos de los acontecimientos descritos en la Biblia, lo que en el siglo XIX se consideraba un apoyo oportuno para los textos cuya exactitud histórica era cada vez más atacada. Otras piezas mucho más pequeñas con inscripciones útiles eran un conjunto de dieciséis pesas en forma de león.

## Estatuas y estelas de retratos

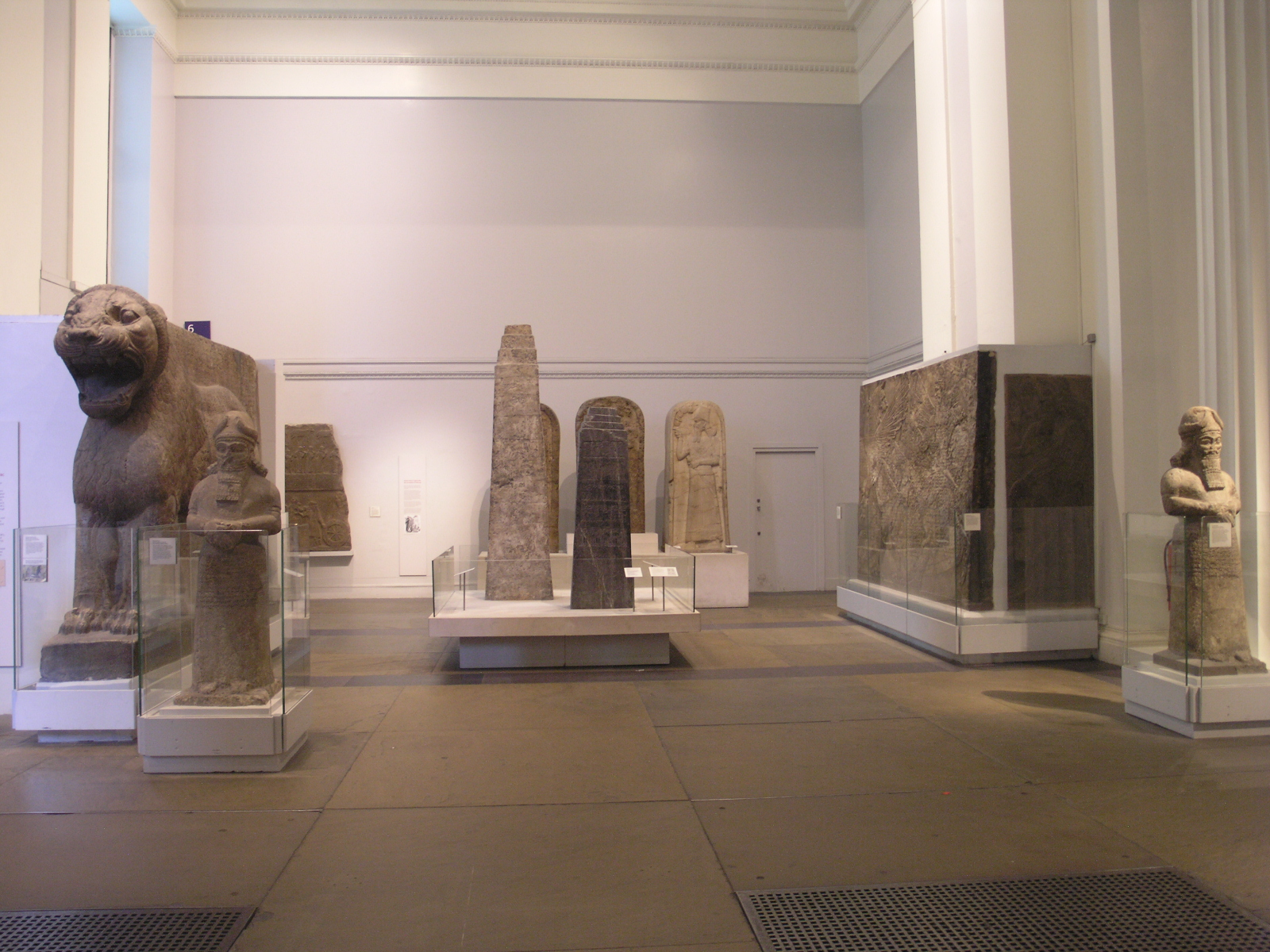
Grupo expuesto en el Museo Británico, que incluye un león de la entrada de un templo y los obeliscos Blanco y Negro.

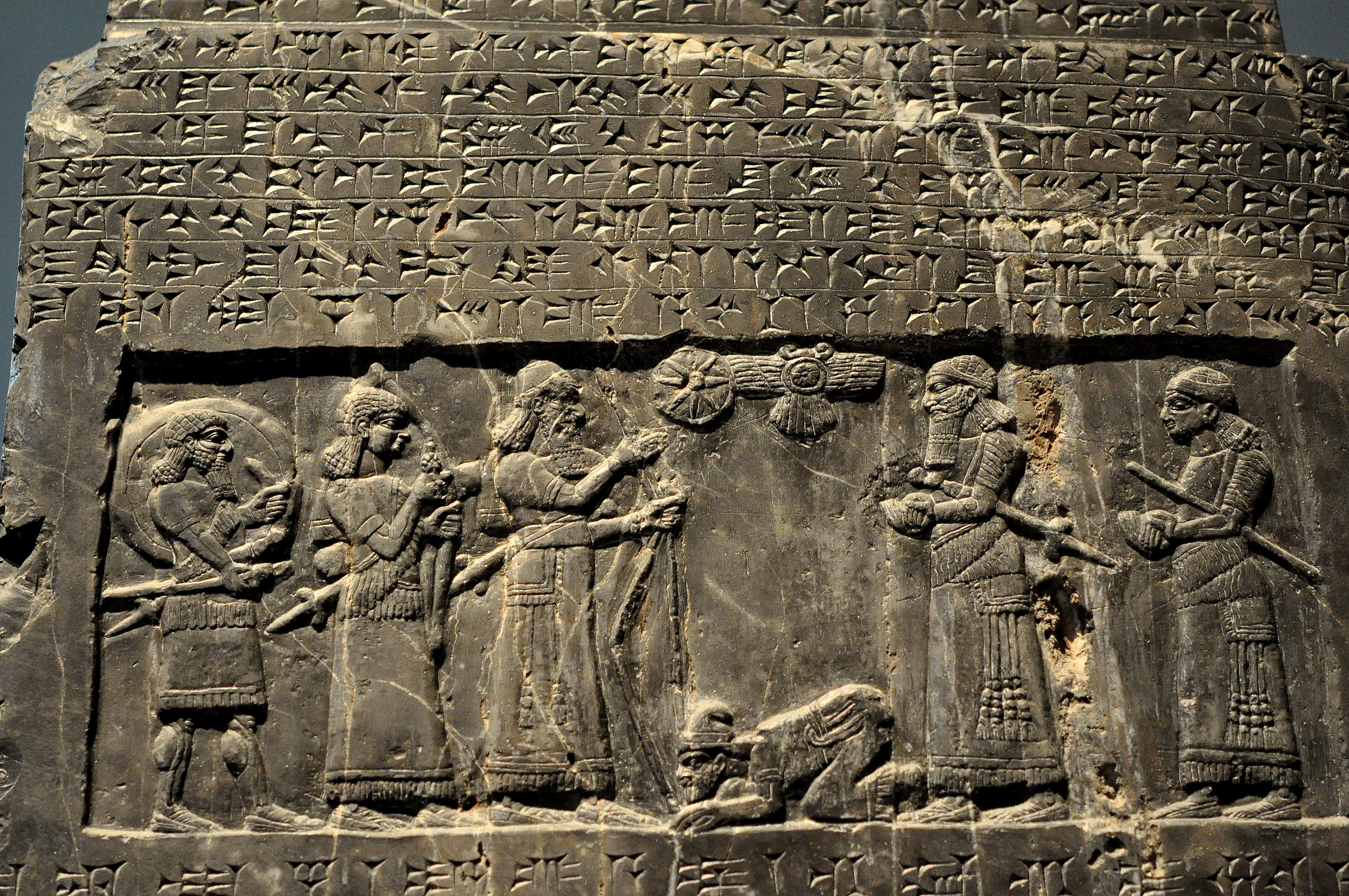
Salmanasar III recibe el tributo de Sua, rey de Gilzanu en el Obelisco negro.

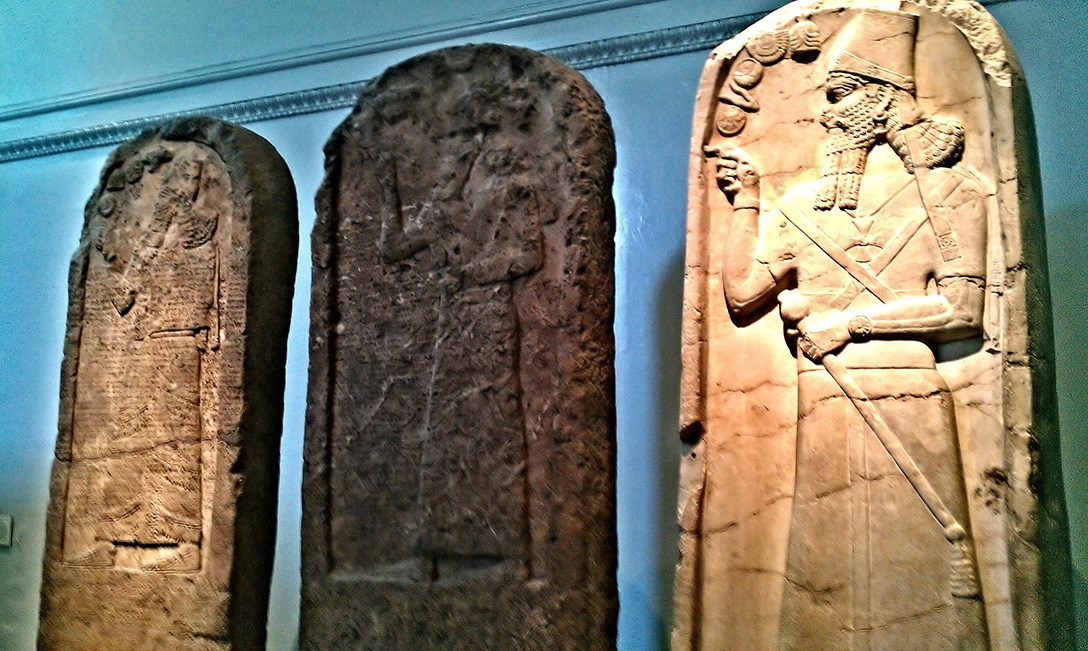
Tres estelas reales en el Museo Británico.

Hay muy pocas estatuas asirias de gran tamaño y, con una posible excepción (abajo), no se ha encontrado ninguna de las principales divinidades en sus templos. Es posible que existieran otras; las de metales preciosos habrían sido saqueadas al caer el Imperio. Dos estatuas de reyes son similares a los retratos de los relieves palaciegos, aunque vistos de frente. Proceden de los templos, donde mostraban la devoción del rey a la deidad. La Estatua de Asurnasirpal II se encuentra en el Museo Británico, y la de Salmanasar III en Estambul.
La Mujer desnuda de Nínive, hoy en el Museo Británico, es una estatua única de desnudo femenino a la que le faltan las extremidades, que se encontró en 1853 en el templo de Ishtar en Nínive. El vello púbico está cuidadosamente representado. Lleva una inscripción en el reverso que dice que el rey Ashur-bel-kala la erigió para la "titilación" o disfrute del pueblo. Podría representar a Ishtar, diosa del amor entre otras cosas, en cuyo caso sería la única estatua asiria conocida de una divinidad importante. Todas ellas tienen posturas de pie, aunque ya se conocían estatuas sentadas en el arte mesopotámico, por ejemplo una docena de estatuas de Gudea, que gobernó Lagash (r. c. 2144-2124 a. C.)
Al igual que otras culturas del Cercano Oriente, los asirios erigieron estelas con diversos fines, entre ellos marcar las fronteras. Muchas solo llevan inscripciones, pero hay algunas con importantes esculturas en relieve, en su mayoría un gran retrato de pie del rey de turno, señalando símbolos de los dioses, de pose similar a los de los relieves de palacio, rodeado por un marco de con tapa redonda.
Figuras similares de reyes se muestran en relieves en roca, sobre todo en los alrededores del imperio. Los que se muestran en las Puertas de Balawat son presumiblemente los que sobreviven en mal estado cerca de la gruta del Tigris. Los asirios probablemente tomaron la forma de los hititas; los lugares elegidos para sus 49 relieves registrados a menudo tampoco tienen mucho sentido si lo que se pretendía era «señalizar» a la población en general, al ser altos y remotos, pero a menudo cerca del agua. Los neoasirios registraron en otros lugares, incluyendo relieves metálicos en las Puertas de Balawat que mostraban su fabricación, la talla de relieves en roca, y se ha sugerido que el principal público al que iban dirigidos era a los dioses, siendo los relieves y las inscripciones que a menudo los acompañan casi de la naturaleza de un «informe de negocios» presentado por el gobernante. Un sistema de canales construido por el rey neoasirio Senaquerib (reinó entre el 704 y el 681 a. C.) para abastecer de agua a Nínive estaba marcado por una serie de relieves que mostraban al rey con dioses.
Otros relieves en la gruta del Tigris, una cueva en la Turquía moderna que se cree que es la fuente del río Tigris, son «casi inaccesibles e invisibles para los humanos». Probablemente construido por el hijo de Senaquerib Asarhaddón, Shikaft-e Gulgul es un ejemplo tardío en el moderno Irán, aparentemente relacionado con una campaña militar. Los asirios se sumaron a las estelas de Nahr el-Kalb en el moderno Líbano, donde Ramsés II, faraón de Egipto, había conmemorado con bastante optimismo el límite de su imperio muchos siglos antes; muchos gobernantes posteriores se sumaron a la colección. Los ejemplos asirios fueron quizás significativos al sugerir el estilo de la mucho más ambiciosa tradición persa, comenzando con la relieve e inscripción de Behistún, realizada alrededor del año 500 a. C. para Darío el Grande, a una escala mucho más grande, reflejando y proclamando el poder del Imperio aqueménida.

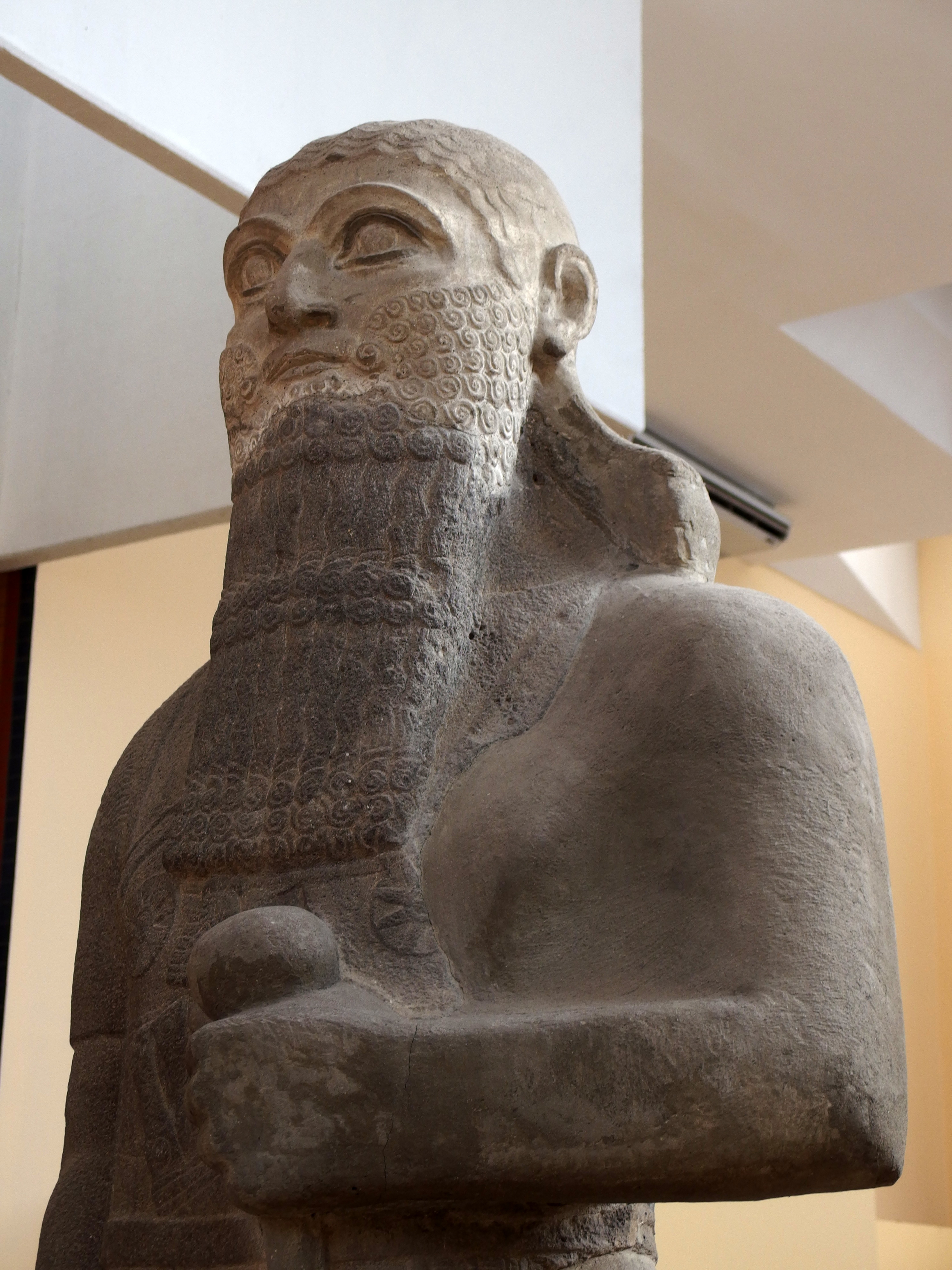
Detalle de la estatua de Salmanasar III en Estambul.
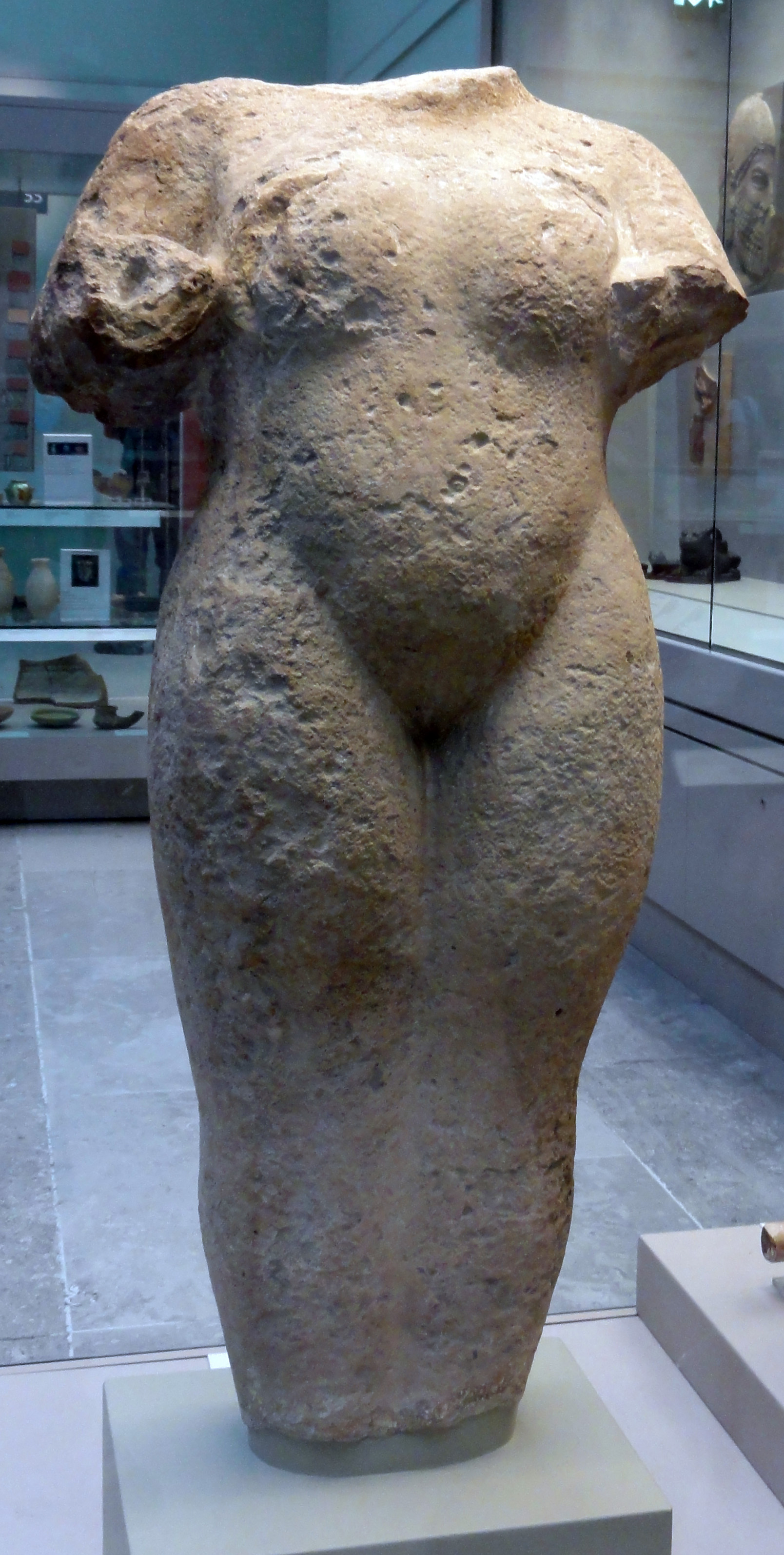
Mujer desnuda de Nínive del templo de Ishtar en Nínive.
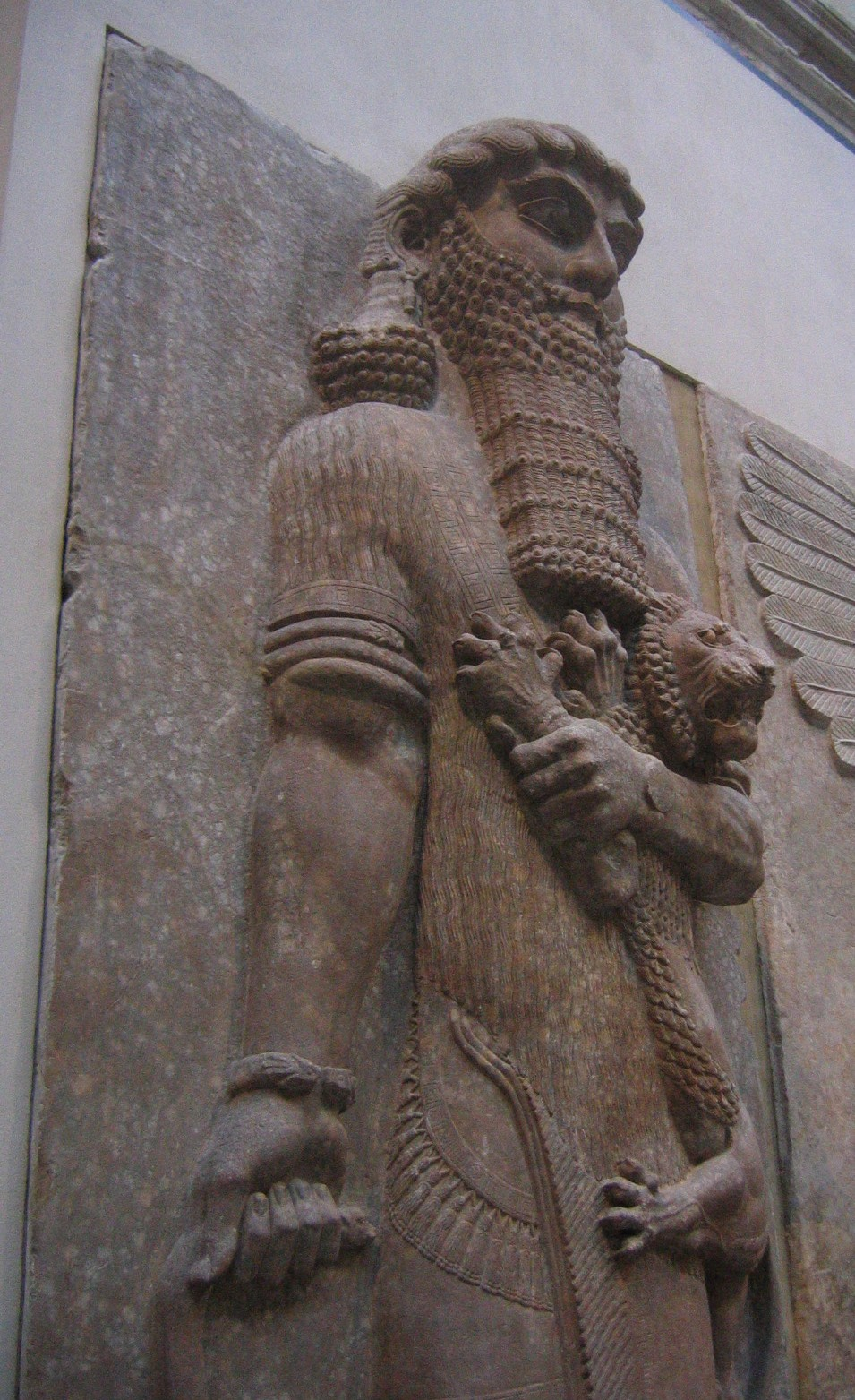
Héroe en altorrelieve agarrando un león, de la entrada a la sala del trono en Dur Sharrukin.
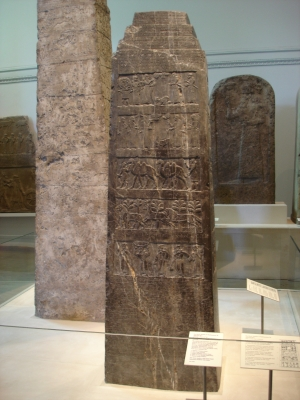
El Obelisco negro de Salmanasar III en el Museo Británico, el Obelisco blanco de Asurnasirpal I justo detrás.
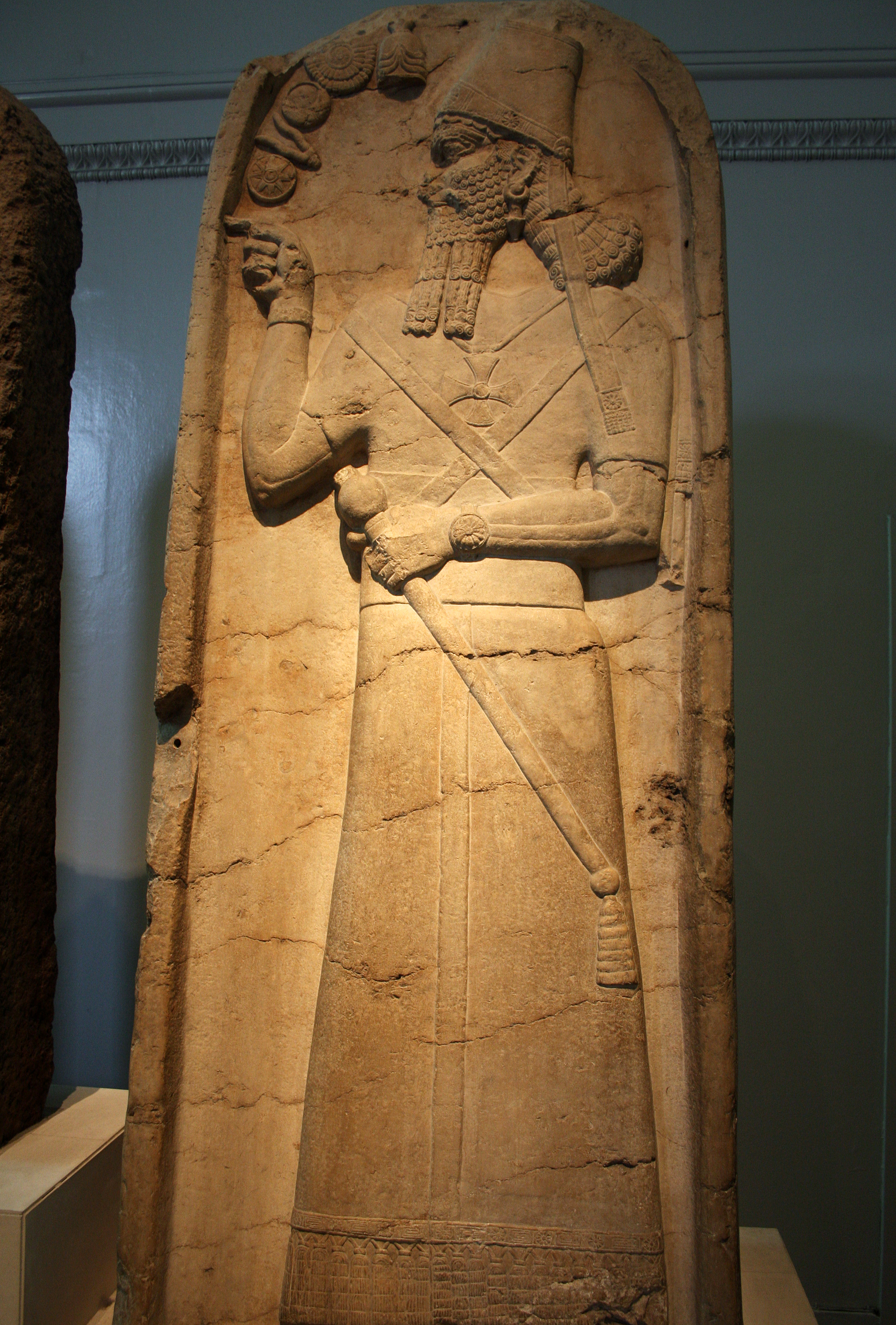
Estela de Shamshiadad V.
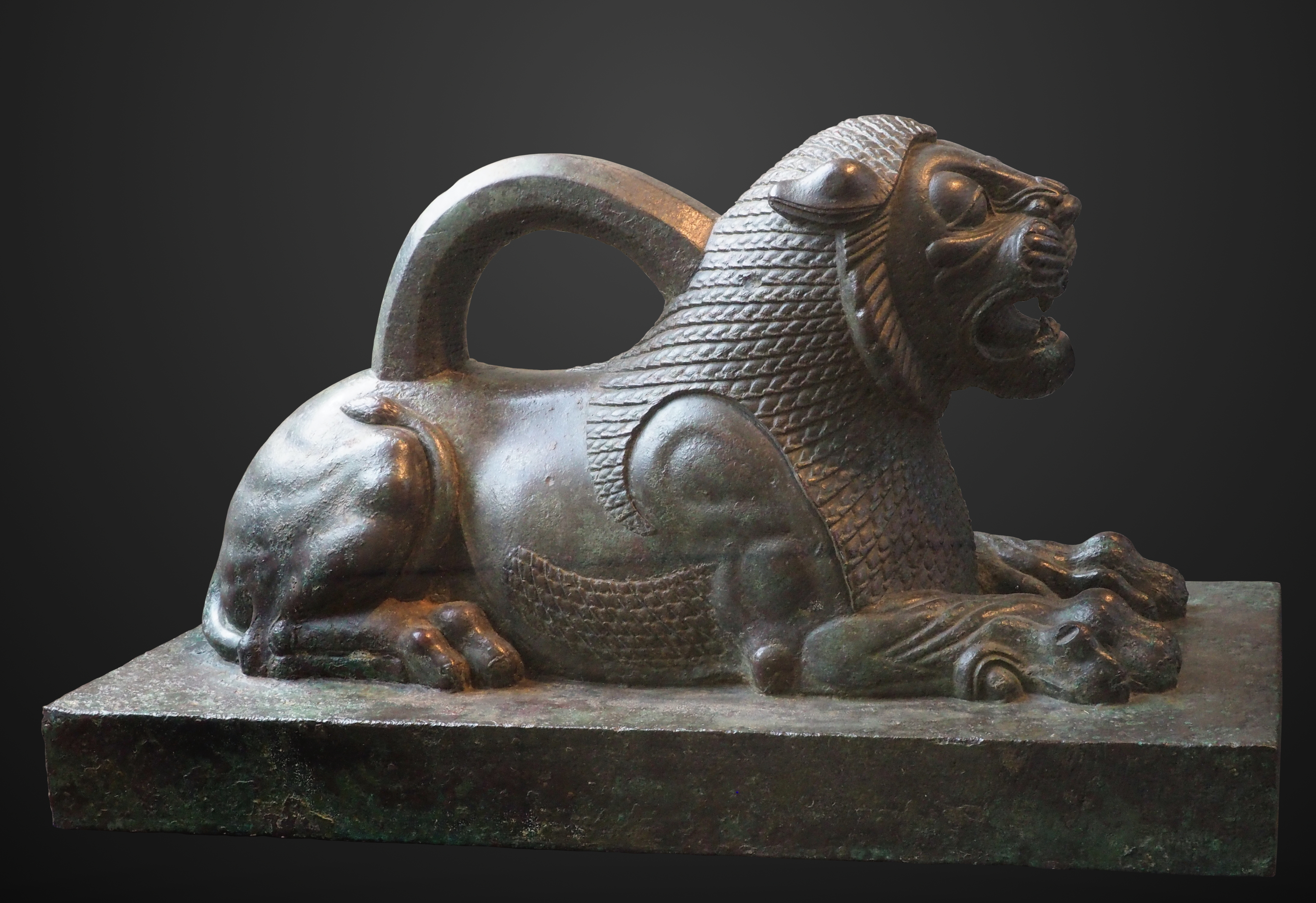
Pesas asirias de leones; siglo VI-siglo IV a. C.; bronce; altura: 29,5 cm, anchura: 24,8 cm; Museo del Louvre.

## Excavaciones

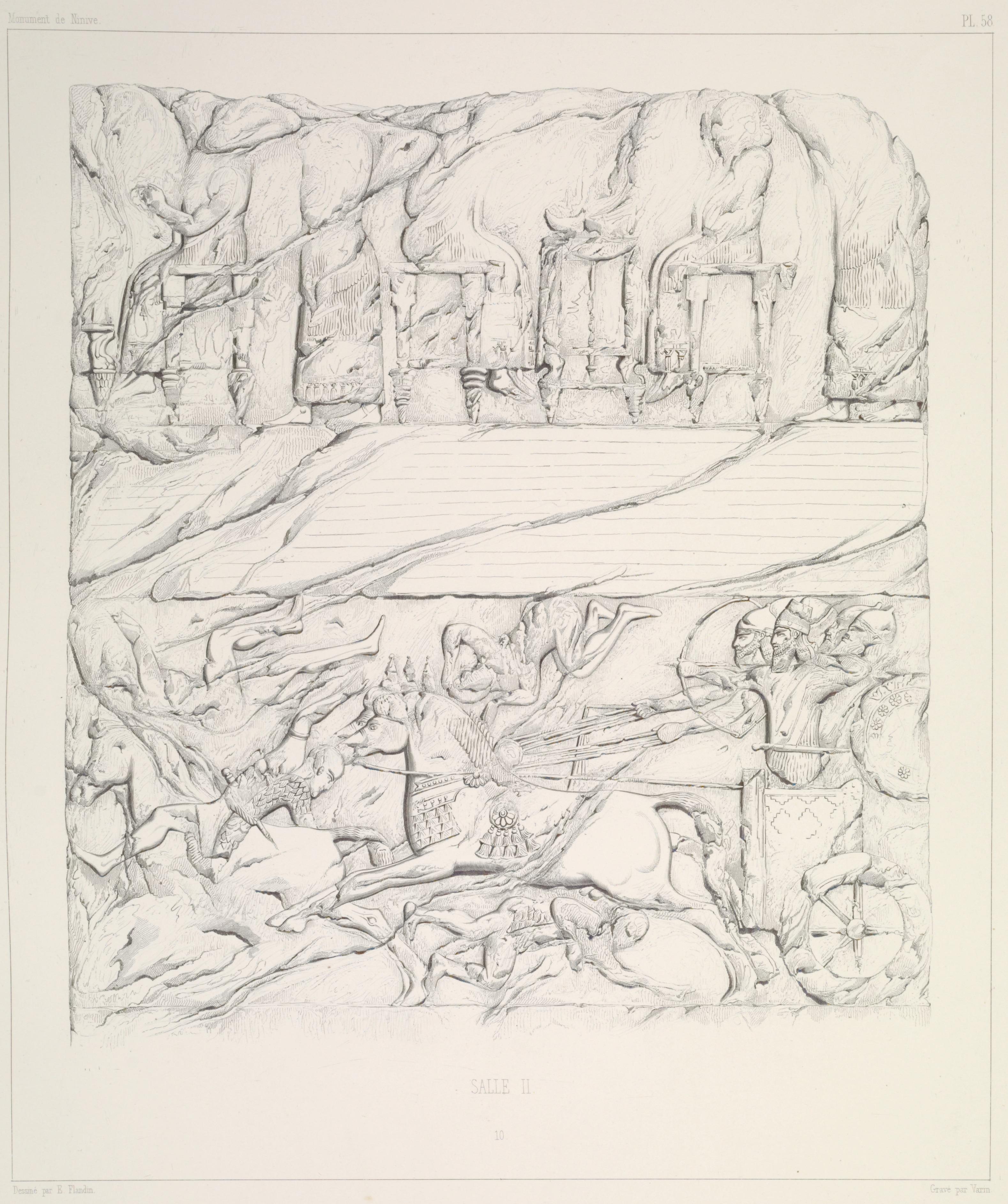
Una de las láminas de Eugène Flandin en el Monumento de Ninive (con Botta), 1849.

Irak formó parte del Imperio otomano durante todo el XIX, y el gobierno se contentó con permitir las excavaciones extranjeras y la extracción de hallazgos con pocas trabas. Incluso en la década de 1870, las excavadoras solo estaban reguladas por un régimen destinado a las operaciones mineras, y debían pagar un impuesto basado en una proporción del valor del material extraído.
El carácter de los relieves de los palacios hacía que la excavación fuera relativamente sencilla, si se elegía el lugar adecuado. Los palacios asirios se construían sobre altas plataformas de adobe. Las zanjas de prueba se iniciaban en varias direcciones, y una vez que una de ellas daba con la escultura, las zanjas solo tenían que seguir las líneas del muro, a menudo a través de todo un conjunto de habitaciones. La mayoría de las zanjas podían estar abiertas al cielo, pero en Nimrud, donde un palacio se superponía a otro, fue necesario hacer túneles en algunos lugares. Layard estimó «que había dejado al descubierto cerca de dos millas de muros esculpidos solo en el palacio de Senaquerib», sin mencionar la Biblioteca de Asurbanipal que encontró allí. Sus prácticas de excavación dejaban mucho que desear para los estándares modernos; los centros de las habitaciones no solo no se excavaban, sino que el material retirado de la zanja en una habitación podía depositarse en otra, comprometiendo las excavaciones posteriores. Por lo general, las losas se aserraban a aproximadamente un tercio de su profundidad original, para ahorrar peso a la hora de transportarlas a Europa, lo que solía ser más complicado y difícil que desenterrarlas.

### Botta

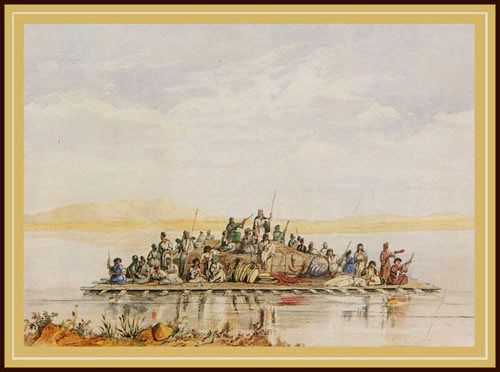
Transporte de un lamassu por el Tigris en balsa, por Austen Henry Layard.

El primer indicio de futuros descubrimientos se produjo en 1820, cuando Claudius Rich, residente británico (una especie de embajador local o cónsul) en Bagdad, y uno de los primeros estudiosos del Antiguo Oriente Próximo, fue a Mosul y al emplazamiento de la antigua Nínive, donde le hablaron de un gran panel en relieve que se había encontrado y que pronto se rompió. Su relato se publicó en 1836; también trajo dos pequeños fragmentos. En 1842, el cónsul francés en Mosul, Paul-Émile Botta, contrató a hombres para que excavaran en Kuyunjik, el mayor montículo de Nínive. Poco se encontró hasta que un agricultor local sugirió que probaran en Khorsabad (antigua Dur Sharrukin) en las cercanías, donde «una breve prueba tuvo un éxito espectacular», ya que se encontró un palacio de Sargón II a pocos metros bajo la superficie, con abundantes relieves, aunque habían sido quemados y se desintegraban con facilidad.
Los informes de prensa sobre los hallazgos de Botta, a partir de mayo de 1843, interesaron al gobierno francés, que le envió fondos y la Academia de Inscripciones y Lenguas Antiguas le envió a Eugène Flandin (1809-1889), un artista que ya había realizado cuidadosos dibujos arqueológicos de las antigüedades persas en un largo viaje que comenzó en 1839. Botta decidió que no había más que encontrar en el yacimiento en octubre de 1844, y se concentró en la difícil tarea de llevar sus hallazgos a París, donde los primeros grandes envíos no llegaron hasta diciembre de 1846. Botta dejó los dos enormes lamassus que ahora se encuentran en el Museo Británico por ser demasiado grandes para transportarlos; Henry Rawlinson, ya residente británico en Bagdad, los cortó en varias piezas para transportarlos en 1849. En 1849 se publicó Monumento de Ninive, una monografía ejemplar y suntuosamente ilustrada en 4 volúmenes por Botta y Flandin.

### Layard y Rassam

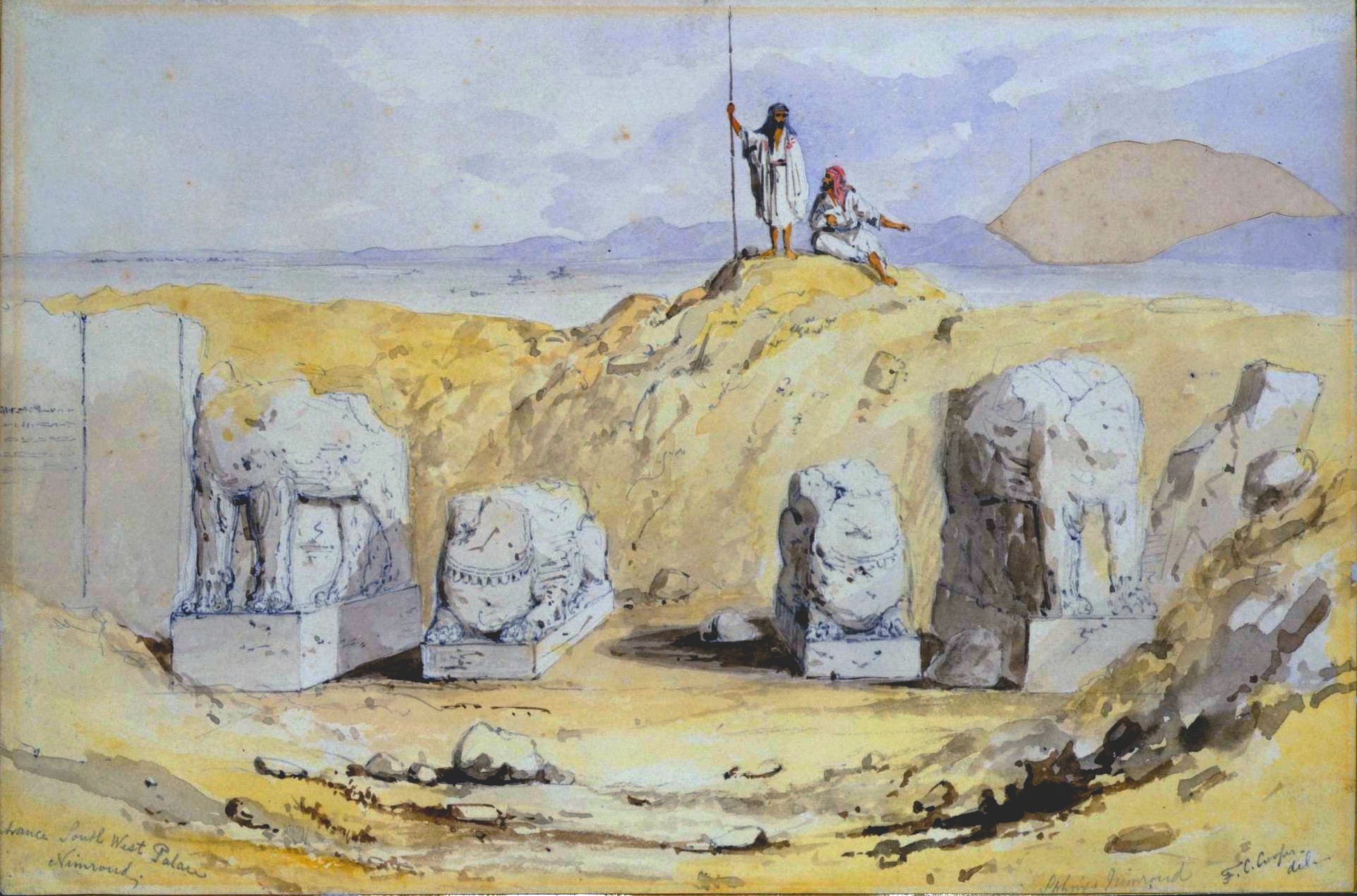
Entrada al Palacio Suroeste de Nínive durante la excavación de Layard, 1849-1850.

Austen Henry Layard (1817-1894) era a principios de la década de 1840 «un agente itinerante adscrito a la embajada en Constantinopla», que ya había visitado Nimrud en 1840. En 1845 convenció a Stratford Canning, el embajador en Constantinopla, para que financiara personalmente una expedición para excavar allí. En su primer día de excavación en Nimrud, con solo seis trabajadores en noviembre de 1845, se encontraron losas, al principio solo con inscripciones, pero pronto con relieves. Continuó excavando hasta junio de 1847, y el gobierno británico, a través del Museo Británico, se hizo cargo de la financiación de Canning a finales de 1846, reembolsando sus gastos. El volumen de los hallazgos era tal que llevarlos de vuelta a Gran Bretaña era una tarea importante, y muchas piezas se volvieron a enterrar o llegaron a otros países. Layard había reclutado al joven de 20 años Hormuzd Rassam en Mosul, donde su hermano era vicecónsul británico, para que se encargara del pago y la supervisión de los excavadores, y fomentó el desarrollo de su carrera como diplomático y arqueólogo.
Layard regresó a Inglaterra en junio de 1847, llevándose también a Rassam, al que había hecho estudiar en Cambridge. Dejó algunos trabajadores, principalmente para mantener a otros excavadores fuera de los sitios, ya que los franceses estaban excavando de nuevo. Sus hallazgos llegaban a Londres, con gran interés por parte del público, que incrementó en gran medida con la publicación de una serie de libros, especialmente Nineveh and its Remains en 1849. El título erróneo se debió a que Henry Rawlinson se había convencido en ese momento de que el yacimiento de Nimrud era en realidad la antigua Nínive, aunque cambió de opinión poco después. En octubre de 1849 Layard estaba de vuelta en Mosul, acompañado por el artista Frederick Cooper, y continuó excavando hasta abril de 1851, tras lo cual Rassam se hizo cargo de las excavaciones. A estas alturas, gracias a Rawlinson y a otros lingüistas que trabajaban con las tablillas e inscripciones traídas y con otro material, el cuneiforme asirio empezaba a entenderse al menos parcialmente, una tarea que progresó mucho durante la década siguiente.
Al principio, los hallazgos de Rassam disminuyeron, en cuanto a objetos grandes, y los británicos incluso aceptaron ceder los derechos de la mitad del túmulo de Kuyunjik a los franceses, cuyo nuevo cónsul, Victor Place, había reanudado las excavaciones en Khorsabad. Los fondos británicos se estaban agotando en diciembre de 1853, cuando Rassam dio con el palacio de Asurbanipal, que era «en algunos aspectos el palacio mejor esculpido de todos», en la nueva zona francesa de Kuyunjik. Afortunadamente, Place no había empezado a excavar allí, y según Rassam «era una regla establecida que siempre que uno descubría un nuevo palacio, nadie más podía entrometerse en él, y así... lo había asegurado para Inglaterra». El nuevo palacio tardó hasta 1855 en despejarse, siendo terminado por el Fondo de Exploración Asirio, establecido en 1853 para excavar en beneficio de las colecciones británicas.

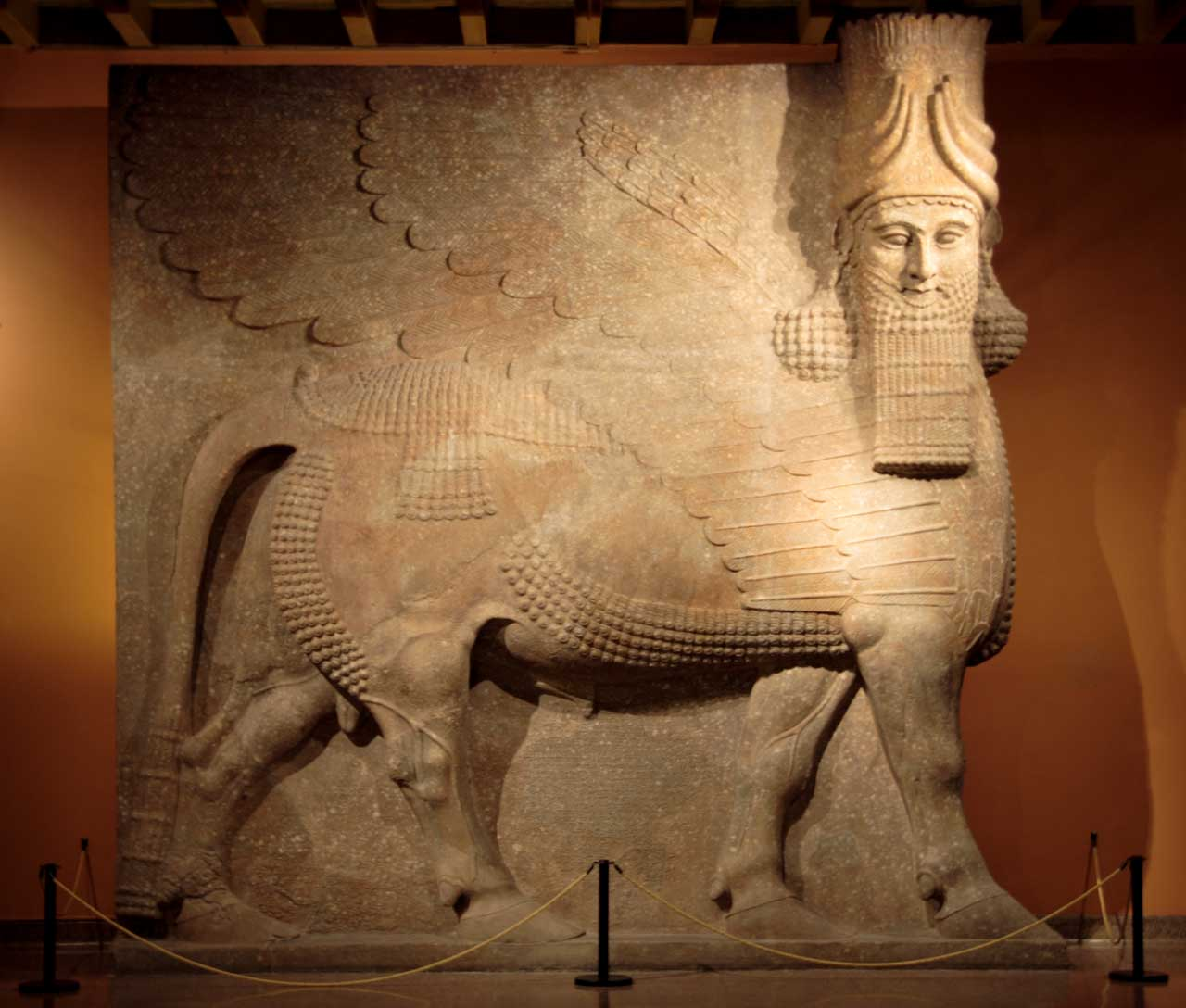
Lamassu o shedu, un toro alado con cabeza humana, Dur-Sharrukin/Khorsabad. Chicago. c. 721-705 a. C.

Aunque todavía no se había realizado, al «cierre de las excavaciones en 1855, terminó la agitada Edad Heroica de la arqueología asiria», con la gran mayoría de la escultura asiria que se ha encontrado. Los trabajos han continuado hasta la actualidad, pero no se han encontrado nuevos palacios en las capitales, y los hallazgos han sido en su mayoría piezas aisladas, como el descubrimiento de Rassam en 1878 de dos de las Puertas de Balawat. Muchas de las piezas reenterradas han sido reexcavadas, algunas muy rápidamente por marchantes de arte, y otras por el gobierno iraquí en la década de 1960, dejándolas expuestas in situ para los visitantes, después de que los yacimientos fueran configurados como museos. Estos ya fueron dañados en las guerras de la década de 1990, y probablemente han sido destruidos sistemáticamente por el Estado Islámico en la década de 2010.

## Colecciones
Como resultado de la historia de las excavaciones, gran parte de la mejor colección individual se encuentra en el Museo Británico, seguido de los museos de los sitios y otras colecciones de Irak, que en el siglo XX eran los mayores fondos en conjunto, aunque después de las guerras del siglo XXI sus fondos actuales son inciertos. También es incierto el destino del considerable número de piezas que han sido encontradas y luego enterradas de nuevo. En el momento álgido de las excavaciones, el volumen encontrado era demasiado grande para los británicos y los franceses, y muchas piezas fueron desviadas en algún momento de su viaje a Europa, o fueron regaladas por los museos. Otras piezas fueron exhumadas por excavadores que trabajaban para comerciantes. Como resultado, hay grupos significativos de grandes figuras de lamassus y paneles de relieve palaciego en París, Berlín, Nueva York y Chicago. Muchos otros museos tienen paneles, especialmente un grupo de museos universitarios en Nueva Inglaterra, con el museo del Dartmouth College que tiene siete paneles. En total hay unas 75 piezas en Estados Unidos.
Además del Museo Británico, en el Reino Unido, el Museo Ashmolean tiene 10 relieves (2 grandes, 8 pequeños). El Bristol City Museum tiene tres  grandes relieves, y el Museo Nacional de Escocia (2,4 x 2,2 m), y el Museo de Victoria y Alberto tienen un relieve cada uno.